# 키예프 루스
루스국(고대 동슬라브어: Рѹ́сьскаѧ землѧ 루스카야 제믈랴), 통칭 키예프 루스, 키이우 루스는 9세기 말부터 13세기 중반까지 동유럽에 존재했던 최초의 동슬라브족 국가이자 이후에는 공국들의 연합체였다. 동슬라브족, 노르드인, 그리고 핀족을 포함한 다양한 정치체와 민족으로 구성되었으며, 바랑기아인 공작 류리크가 세운 류리크가가 통치했다. 이 명칭은 19세기에 러시아 역사가들이 키예프가 우세했던 시기를 묘사하기 위해 만들어졌다. 11세기 중반에 최전성기를 맞이한 키예프 루스는 북쪽으로는 백해에서 남쪽으로는 흑해까지, 서쪽으로는 비스와강의 발원지에서 동쪽으로는 타만반도까지 뻗어 있었다. 동슬라브 부족들을 통합했다.
원초 연대기에 따르면, 동슬라브 영토를 통합하여 키예프 루스를 형성한 최초의 통치자는 바랑기아인 공작 올레크 베시 (r. 879–912)였다. 그는 벨리키노브고로드에서 남쪽으로 드니프로강 계곡을 따라 영토를 확장하여 동쪽에서 오는 하자르의 침입으로부터 무역을 보호하고, 키예프를 점령하여 국가의 기반을 마련하고 키예프 대공이 되었다. 스뱌토슬라프 1세 (r. 943–972)는 하자르에 대한 정복 전쟁을 통해 국가의 첫 번째 주요 영토 확장을 달성했다. 블라디미르 1세 (r. 980–1015)는 자신의 세례를 통해 기독교를 전파하고, 칙령으로 키예프와 그 외 지역의 모든 주민에게 이를 확대했다. 키예프 루스는 야로슬라프 1세 무드리 (r. 1019–1054) 치하에서 가장 광대한 영토를 차지했으며, 그의 아들들은 그의 사망 직후 최초의 성문 법전인 루스카야 프라우다를 편찬하고 공포했다.
11세기 후반부터 국가는 쇠퇴하기 시작하여 12세기 내내 여러 경쟁적인 지역 세력으로 점차 분열되었다. 주요 경제 파트너였던 동로마 제국의 쇠퇴와 그에 따른 영토를 통한 교역로의 축소와 같은 외부 요인으로 인해 더욱 약화되었다. 결국 13세기 중반 몽골 침공으로 멸망했지만, 류리크가는 1598년 표도르 1세가 사망할 때까지 통치했다. 현대의 벨라루스, 러시아, 우크라이나는 모두 키예프 루스를 문화적 조상으로 주장하며, 벨라루스와 러시아는 키예프 루스에서 국명을 따왔다.

## 명칭

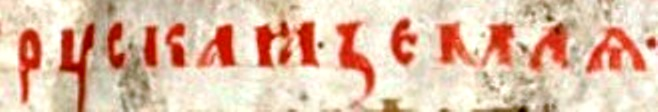
원초 연대기의 사본인 로렌시아 연대기의 루시스카야 젬랴

키예프 루스가 존재했던 시기에는 루시스카야 젬랴로 알려졌으며, 이는 "루스의 땅"(고대 동슬라브어: роу́сьскаꙗ земꙗ́)으로 번역된다. 루스(고대 동슬라브어: Роусь, 중세 그리스어: lang,아랍어: الروس)는 민족명으로, 루스의 땅은 그리스어로는 Ῥωσία , 고대 프랑스어로는 Russie, Rossie, 라틴어로는 Rusia 또는 Russia (현지 독일어 철자 변형 Ruscia 및 Ruzzia 포함), 그리고 12세기부터는 [Rutenia 등으로 알려졌다. 어원과 관련하여 여러 가설이 제안되었는데, 핀란드어로 스웨덴을 뜻하는 Ruotsi 또는 드니프로 중부 계곡 지역의 부족을 의미하는 Ros 등이 있다.
일반적인 이론에 따르면, 루스라는 이름은 원시 핀어로 스웨덴을 뜻하는 (*rootsi)와 마찬가지로 '노 젓는 사람들'을 의미하는 고대 노르드어 용어(rods-)에서 유래했는데, 노 젓기가 동유럽 강을 항해하는 주요 방법이었기 때문이다. 또한 스웨덴 해안 지역인 로슬라겐 (Rus-law) 또는 로덴과 관련될 수 있다. 따라서 루스라는 이름은 핀란드어 및 에스토니아어로 스웨덴을 뜻하는 Ruotsi 및 Rootsi와 같은 기원을 가질 것이다.

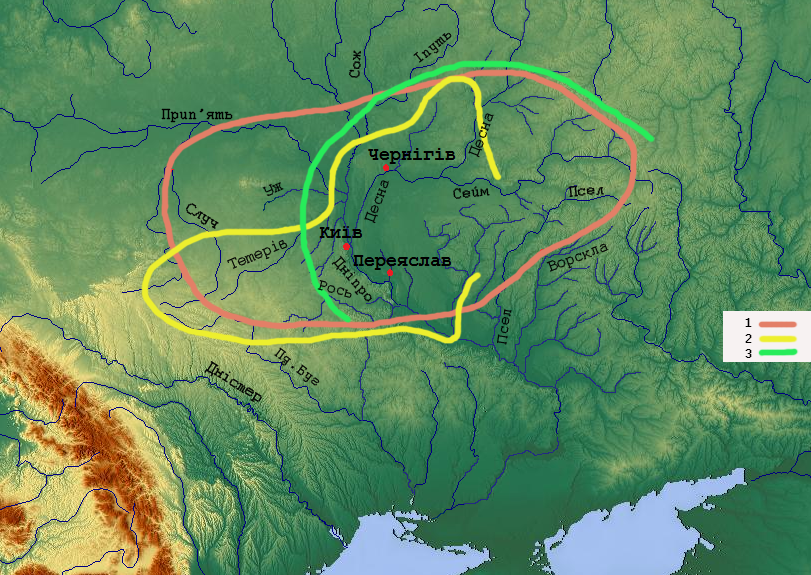
좁은 의미의 루스 땅.
1. 페트로 톨로치코 이후
2. A. M. 나소노프 이후
3. 보리스 리바코프 이후

바랑기아인 공작들이 도착했을 때, 루스라는 이름은 그들과 연관되었고 그들이 통치하는 영토와 관련되기 시작했다. 처음에는 키예프, 체르니고프, 페레야슬라우와 그 주변 지역이 바랑기아인의 통제 아래 놓였다.(p. 697) 10세기 후반부터 블라디미르 1세와 야로슬라프 1세 무드리는 이 이름을 모든 확장된 공작 영토와 연결시키려 노력했다. 몽골의 정복 때까지 두 가지 의미가 자료에 지속되었는데, 좁은 의미는 드니프로 중부 동쪽의 삼각형 영토를 지칭하고, 넓은 의미는 키예프 대공의 헤게모니 아래 있는 모든 땅을 포괄했다.
러시아어 용어 Kiyevskaya Rus' (러시아어: Ки́евская Русь)는 19세기에 러시아 역사학에서 키예프에 중심이 있었던 시기를 지칭하기 위해 만들어졌다. 19세기에는 우크라이나어에서도 Kyivska Rus' (우크라이나어: Ки́ївська Русь)로 나타났다. 이후 러시아어 용어는 벨라루스어로는 Kiyewskaya Rus' 또는 Kijeŭskaja Ruś (벨라루스어: Кіеўская Русь)로, 루신어로는 Kyïvska Rus' (루신어: Київска Русь)로 번역되었다.
영어로는 20세기 초, 바실리 클류체프스키의 '러시아 역사'(A History of Russia)의 1913년 번역본에서 등장하여 초기 정치체를 루스(Rus')라고도 불렸던 후계 국가들과 구분하기 위해 사용되었다.
스칸디나비아의 바랑기아인 루스는 고대 노르드어 이름인 고대 노르드어: 가르다리키를 사용했는데, 이는 일반적인 해석에 따르면 "도시의 땅"을 의미한다. 스타라야라도가와 류리코보 고로디셰 지역은 처음에는 가르다르(Garðar)라고 불렸지만, 바랑기아인들이 드니프로강 중류로 이동한 후에는 가르다리키(Garðaríki)가 전체 국가를 지칭하는 데 사용되었다.

## 역사

### 기원
9세기에 키예프 루스가 등장하기 전, 흑해 북부 지역의 대부분은 주로 동슬라브족 부족들이 거주했다. 벨리키노브고로드 주변의 북부 지역에는 일멘 슬라브족과 인접한 크리비치가 있었는데, 이들은 서 드비나, 드니프로강, 볼가강 발원지 주변 지역을 점유하고 있었다. 그들 북쪽의 스타라야라도가와 카렐리야 지역에는 추드인이라는 다양한 발트핀족이 있었다. 남쪽 키예프 주변 지역에는 폴랴네족, 드니프로강 서쪽에는 드레블랴네족, 동쪽에는 세베리아네족이 있었다. 그들 북동쪽에는 뱌티치족이 있었고, 남쪽에는 슬라브 농민들이 정착한 숲 지대가 있었으며, 그 너머로는 유목 목축민들이 거주하는 스텝 지대가 있었다. 동슬라브족 부족 중 일부는 루카-라이코베츠카 문화에 속했고, 다른 부족들은 볼린체보 문화에 속했다.
과거에는 루스인이 바랑기아인인지 슬라브족인지에 대한 논쟁이 있었다(참조: 반노르만주의), 그러나 최근 학자들의 관심은 노르드족 혈통의 사람들이 얼마나 빨리 슬라브 문화에 동화되었는지에 대한 논쟁에 더 집중되었다. 이러한 불확실성은 주로 동시대 자료의 부족 때문이다. 이 질문에 답하려는 시도는 고고학적 증거, 외국 관찰자들의 기록, 그리고 수세기 후의 전설과 문학에 의존한다. 어느 정도는 이 논쟁이 이 지역 현대 국가들의 건국 신화와 관련되어 있다. 이러한 종종 결실 없는 기원 논쟁은 주기적으로 여러 정부 기관이 직접 나서서 의심스러운 학문적 가치를 지닌 경쟁적인 민족주의적 서사로 변질되었다. 이는 스탈린주의 시대에 소비에트 역사학이 러시아 국가의 존재와 기원이 인종적으로 우월하다는 노르드족 부족에 기인한다는 나치 선전을 불식시키기 위해 루스를 게르만족과 어떤 관련도 없게 하려 했던 시도에서 볼 수 있다. 최근에는 탈소비에트 국가에서 부활하는 민족주의의 맥락에서, 영미권 학계는 이 논쟁을 민족-국가적 건국 이야기를 만드는 데 사용하려는 새로운 노력들을 분석했으며, 일부 정부가 이 프로젝트에 직접적으로 관여하기도 했다. 루스의 노르드 기원에 의문을 제기하는 학회와 출판물은 일부 경우 국가 정책의 직접적인 지원을 받았으며, 그 결과 형성된 건국 신화는 러시아의 일부 학교 교과서에 포함되기도 했다.
바랑기아인들은 노르드인 상인이자 바이킹이었지만, 많은 러시아 및 우크라이나 민족주의 역사가들은 루스인들이 스스로 슬라브족이라고 주장한다. 노르만주의 이론은 동슬라브족에 대한 가장 초기 문헌 자료인 12세기에 작성된 원초 연대기에 초점을 맞춘다. 반면에 민족주의적 설명은 루스족이 바랑기아인이 도착하기 전부터 존재했다고 주장하며, 러시아어에서 소수의 스칸디나비아어 단어만 발견되고 초기 연대기에서 스칸디나비아어 이름이 곧 슬라브어 이름으로 대체되었다는 점을 지적한다.
그럼에도 불구하고, 루스와 노르드인 간의 밀접한 관계는 벨라루스, 러시아, 우크라이나에서 광범위한 스칸디나비아 정착과 스웨덴어에 대한 슬라브어의 영향으로 확인된다. 루스의 기원에 대한 논쟁이 여전히 정치적으로 뜨겁지만, 원초 루스가 실제로 노르드족이었다면, 그들은 빠르게 토착화되어 슬라브어와 다른 문화적 관행을 받아들였다는 광범위한 합의가 있다. 이러한 입장은 대략적으로 학문적 합의(적어도 민족주의 역사학 외에서는)를 대표하며, 역사가 F. 도널드 로건은 "839년에는 루스가 스웨덴인이었고, 1043년에는 루스가 슬라브족이었다"라고 요약했다.
10세기 아랍 여행가 아흐마드 이븐 파들란은 루스인에 대한 가장 초기 기록 중 하나를 제공했다. "그들은 대추야자만큼 키가 크고, 금발에 붉은빛을 띠어 튜닉이나 망토를 입을 필요가 없다. 오히려 그들 중 남자들은 몸의 절반만 가리고 한 손을 자유롭게 하는 옷을 입는다." 크레모나의 리우트프란드, 949년과 968년에 동로마 제국 궁정에 두 번 사절로 파견된 그는 "루시"를 노르드인과 동일시하지만("우리가 다른 이름으로 노르드인이라고 부르는 루시") 그 이름이 그들의 신체적 특징을 나타내는 그리스어 용어라고 설명한다("어떤 민족은 북극 지역에 자리잡고 있는데, 그리스인들은 그들의 신체적 특징 때문에 [...] 루시오스라고 부르고, 우리는 그들의 기원 위치 때문에 노르드인이라고 부른다."). 10세기 동로마 제국 역사가이자 연대기 작가인 집사 레오는 루스인을 "스키타이족"으로 지칭하며, 그들이 그리스 의식과 관습을 채택하는 경향이 있다고 언급한다.

### 바랑기아인의 부름

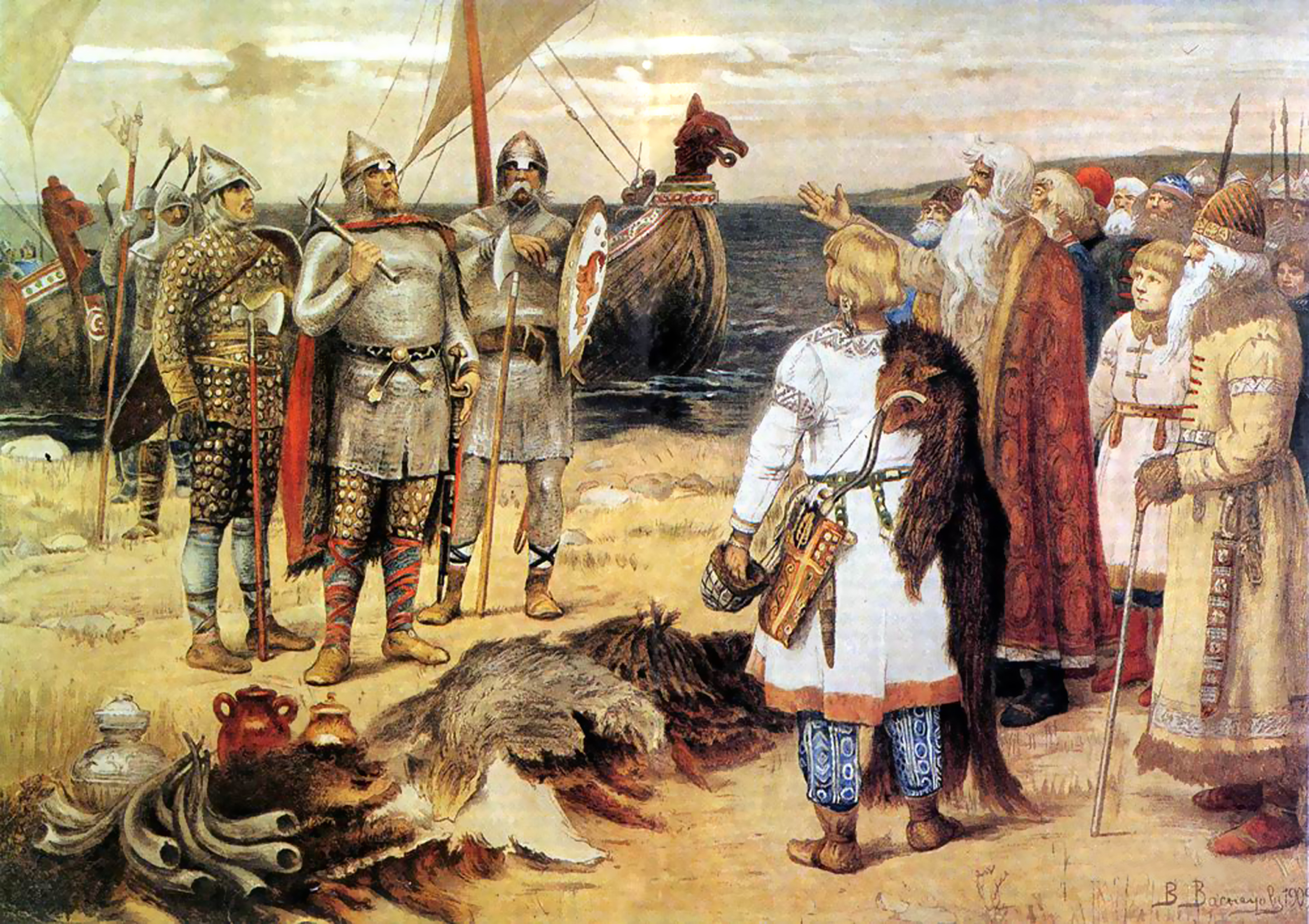
빅토르 바스네초프의 바랑기아인 초청: 류리크와 그의 형제 시네우스와 트루보르가 일멘 슬라브족의 땅에 도착한다.

원초 연대기에 따르면, 9세기 동슬라브족 영토는 바랑기아인과 하자르족으로 나뉘어 있었다. 바랑기아인들은 859년에 슬라브족과 핀족 부족들에게 조공을 부과하면서 처음 언급된다. 862년에 여러 부족들이 바랑기아인들에게 반란을 일으켜 그들을 "바다 너머로 몰아내고, 더 이상 조공을 거부하며 스스로 통치하기 시작했다".
그들은 스스로 말했다, "우리를 다스리고 율법에 따라 심판할 군주를 찾자." 그들은 accordingly 바다 건너 바랑기아 루스로 갔다. ... 추드인, 슬라브인, 크리비치인, 베스인들은 루스인들에게 말했다, "우리 땅은 넓고 풍요롭지만 질서가 없다. 와서 우리를 다스려라." 그래서 그들은 세 형제와 그들의 친족을 선택하여 모든 루스인과 함께 이주했다.

현대 학자들은 이러한 일련의 사건이 연대기를 저술한 12세기 정교회 사제들이 바이킹이 바랑기아 경로를 따라 있는 땅을 그렇게 쉽게 정복할 수 있었던 이유를 설명하고 류리크 왕조의 정통성을 지지하기 위해 지어낸 것일 가능성이 높다고 본다. 세 형제인 류리크, 시네우스와 트루보르는 각각 노브고로드, 벨로오제로, 이즈보르스크에 정착했다고 한다. 두 형제는 죽고, 류리크는 그 영토의 유일한 통치자가 되었고 류리크가의 시조가 되었다. 얼마 후, 류리크의 부하 두 명인 아스콜드와 디르는 차르그라드 (콘스탄티노폴리스)로 갈 허락을 요청했다. 남쪽으로 가는 길에 그들은 "언덕 위의 작은 도시" 키예프를 발견했는데, 당시 키예프는 하자르족의 조공국이었고, 그곳에 머물며 "폴란인의 땅에 대한 지배권을 확립했다."
《원초 연대기》는 아스콜드와 디르가 863-66년에 콘스탄티노폴리스를 공격하기 위해 해군과 함께 콘스탄티노폴리스로 계속 나아가 동로마인들을 기습하고 주변 지역을 황폐화시켰다고 보고하지만, 다른 기록들은 이 공격을 860년으로 본다. 포티오스 총대주교는 교외와 인근 섬들의 "전면적인" 황폐화를 생생하게 묘사하고, 다른 기록은 침공으로 인한 파괴와 살육을 더 자세히 설명한다. 루스군은 도시 자체를 공격하기 전에 철수했는데, 이는 폭풍으로 배가 흩어지거나 황제의 귀환 때문이거나, 또는 나중의 기록에서는 총대주교와 황제가 성모에게 의례적인 간청을 한 후 기적 때문이었다. 이 공격은 루스와 동로마인 간의 첫 만남이었고, 총대주교가 북쪽으로 선교사들을 보내 루스와 슬라브인들을 접촉하고 개종시키려 시도하게 만들었다.

### 키예프 국가의 건립

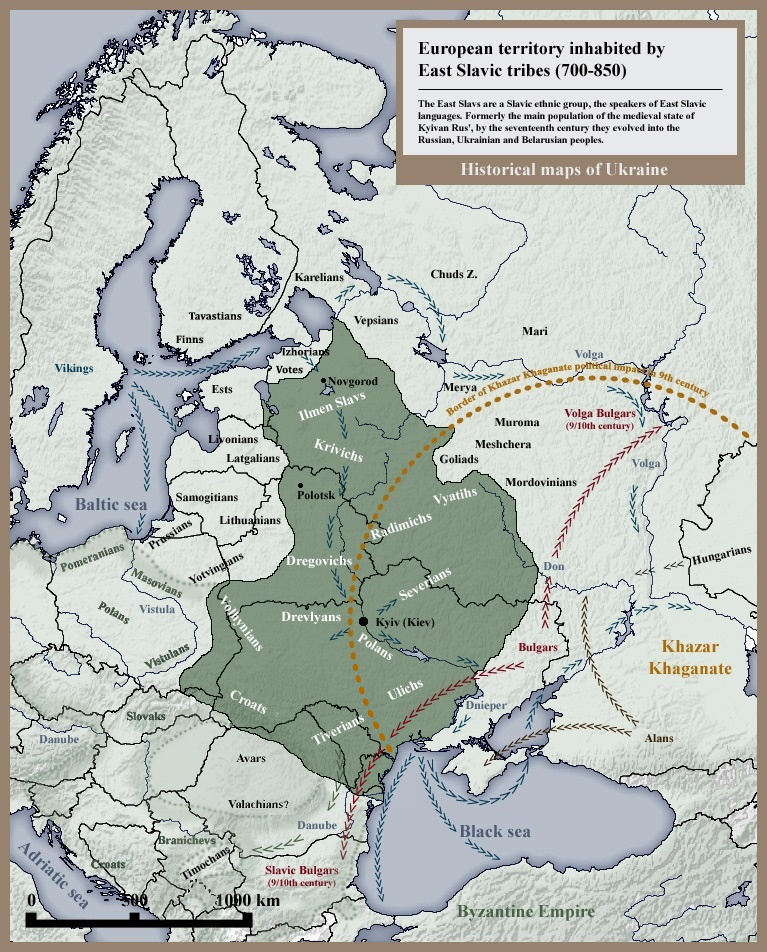
동슬라브족과 민족들, 8~9세기

류리크는 약 879년 또는 882년에 사망할 때까지 루스를 통치했으며, 어린 아들 이고리 1세의 섭정으로 친척인 올레크 베시에게 공국을 물려주었다. 원초 연대기에 따르면, 880-82년에 올레크는 드니프로강을 따라 남쪽으로 군대를 이끌고, 스몰렌스크와 류베치를 점령한 후 키예프에 도달하여 아스콜드와 디르를 폐위하고 살해했다. "올레크는 키예프에 스스로 공작으로 자리 잡고, 그곳이 '루스 도시들의 어머니'가 되어야 한다고 선언했다." 올레크는 주변 지역과 북쪽 노브고로드까지의 강줄기에 대한 권력을 통합하고 동슬라브 부족들에게 조공을 부과하기 시작했다.
883년 그는 드레블랴네족을 정복하고 모피 조공을 부과했다. 885년까지 그는 폴랴네족, 세베리아네족, 뱌티치족, 라디미치족을 복속시키고 하자르족에게 더 이상 조공을 바치지 못하게 했다. 올레크는 류리크가 북부에서 시작한 슬라브 땅에 루스의 요새망을 계속해서 개발하고 확장했다.
새로운 키예프 국가는 풍부한 모피, 밀랍, 꿀, 노예 수출품 덕분에 번성했으며, 동유럽의 세 주요 무역로를 통제했기 때문이다. 북쪽에서는 노브고로드가 발트해와 볼가 무역로를 통해 볼가강 불가리아, 하자르, 그리고 카스피해를 건너 바그다드까지 이어지는 상업적 연결 고리 역할을 하여 중앙아시아와 중동의 시장 및 상품에 대한 접근을 제공했다. 발트해에서 남쪽으로 흐르는 무역은 또한 드니프로강을 따라 바랑기아인에서 그리스인으로 가는 길로 알려진 강과 짧은 육로 수송로 네트워크를 따라 흑해와 콘스탄티노폴리스로 이어졌다.
키예프는 드니프로강 경로를 따라 중요한 전초기지였으며, 하자르와 중앙 유럽의 게르만족 영토를 잇는 동서 육로 무역로의 중심지였다. 또한 서유럽, 이틸, 중국 간의 라다나이트 유대인 상인들의 중간 기착지였을 수도 있다. 이러한 상업적 연결은 루스 상인들과 공작들을 풍요롭게 했고, 군사력과 교회, 궁전, 요새, 그리고 더 많은 도시 건설에 자금을 지원했다. 사치품에 대한 수요는 고가의 보석과 종교 용품 생산을 촉진하여 수출을 가능하게 했으며, 진보된 신용 및 대부 시스템도 존재했을 수 있다.

### 초기 대외 관계

#### 불안정한 스텝 정치
루스의 급격한 남부 확장은 하자르 및 폰토스 스텝의 다른 이웃들과의 갈등과 불안정한 관계를 초래했다. 하자르족은 8세기 동안 볼가-돈 스텝에서 동부 크림반도 및 북캅카스에 이르는 무역을 지배했으며, 역사가들은 이 시기를 '팍스 하자리카'라고 부른다. 그들은 페르시아와 아랍에 대항하여 동로마 제국과 무역하고 빈번히 동맹을 맺었다. 8세기 후반, 괵튀르크 카간국의 붕괴는 마자르족과 페체네그인이 중앙아시아에서 서쪽 스텝 지역으로 이주하게 만들었고, 이로 인해 군사적 충돌, 무역 혼란, 그리고 하자르 카간국 내의 불안정성이 초래되었다. 루스와 슬라브족은 이전에 캅카스에 대한 아랍 습격에 대항하여 하자르족과 동맹을 맺었지만, 무역로 통제권을 확보하기 위해 점점 더 그들에 대항했다.

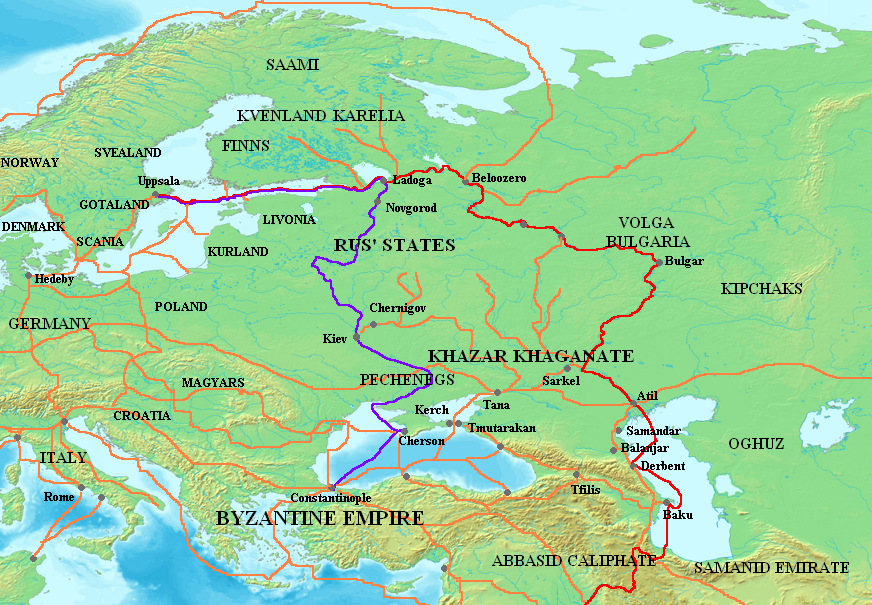
볼가 무역로 (빨간색), "바랑기아에서 그리스로 가는 길" (보라색), 그리고 8세기-11세기 기타 무역로 (주황색)

동로마 제국은 혼란을 이용하여 정치적 영향력과 상업적 관계를 확장할 수 있었는데, 처음에는 하자르족과, 나중에는 루스족 및 다른 스텝 부족들과 관계를 맺었다. 동로마인들은 830년대에 크림반도에 케르소네소스 테마 (공식적으로는 클리마타)를 설립하여 루스족의 습격에 대한 방어와 콘스탄티노폴리스에 공급되는 필수 곡물 선적을 보호했다. 케르소네소스는 또한 하자르족 및 스텝 지역의 다른 부족들과의 중요한 외교적 연결 고리 역할을 했으며, 흑해 상업의 중심지가 되었다. 동로마인들은 또한 하자르족이 돈강에 사르켈 요새를 건설하도록 도왔는데, 이는 튀르크 이주민과 루스족의 침입으로부터 북서쪽 국경을 방어하고, 돈강과 볼가강 사이의 대상 무역로와 육로 수송로를 통제하기 위함이었다.
루스족의 확장은 하자르족에게 군사적, 경제적 압력을 더욱 가하여 영토, 조공국, 무역을 박탈했다. 890년경, 올레크는 드네스트르강 하류와 드니프로강 지역의 티베르치와 울리치 땅에서 결판 없는 전쟁을 벌였는데, 이들은 마자르족의 봉신으로 추정되며 루스의 흑해 접근을 막았다. 894년에 마자르족과 페체네그족은 동로마 제국과 불가리아 제국 간의 전쟁에 휘말렸다. 동로마 제국은 마자르족이 북쪽에서 불가리아 영토를 공격하도록 주선했고, 불가리아는 페체네그족이 후방에서 마자르족을 공격하도록 설득했다.
고립된 마자르족은 카르파티아산맥을 넘어 헝가리 평원으로 더 서쪽으로 이주할 수밖에 없었고, 이로 인해 하자르족은 중요한 동맹이자 루스족으로부터의 완충 지대를 잃었다. 마자르족의 이주는 루스족이 흑해에 접근할 수 있게 했으며, 그들은 곧 해안선을 따라, 돈강을 거슬러, 그리고 볼가강 하류 지역으로 하자르 영토를 침범하기 시작했다. 루스족은 864년부터 카스피해 지역을 약탈하고 습격했다. 첫 대규모 원정은 913년에 이루어졌는데, 그들은 바쿠, 길란, 마잔다란을 광범위하게 약탈하고 캅카스까지 침투했다.
10세기가 진행되면서 하자르족은 더 이상 볼가강 불가리아족에게 조공을 요구할 수 없었고, 동로마 제국이 페체네그인과 동맹을 강화하면서 동로마와의 관계도 악화되었다. 따라서 페체네그족은 볼가강과 돈강 사이의 본거지에서 하자르족의 땅을 안전하게 습격할 수 있었고, 이는 그들이 서쪽으로 확장하는 것을 가능하게 했다. 루스족과 페체네그족의 관계는 복잡했는데, 이 집단들은 번갈아 가며 동맹을 맺거나 서로 대항했기 때문이다. 페체네그족은 스텝을 떠도는 유목민으로 가축을 사육하며 루스족에게 농산물 및 다른 생산품과 교환했다.
동로마 제국과의 수익성 있는 루스 무역은 페체네그인들이 통제하는 영토를 통과해야 했기 때문에 일반적으로 평화로운 관계가 필수적이었다. 그럼에도 불구하고, 《원초 연대기》는 페체네그인들이 915년에 루스 영토에 진입하여 평화를 맺었다고 보고하지만, 920년에는 다시 서로 전쟁을 벌였다. 페체네그인들은 동로마인들에 대한 후기 전역에서 루스족을 돕는 것으로 보고되지만, 다른 시기에는 동로마인들과 동맹을 맺어 루스족에 대항하기도 했다.

#### 루스-동로마 관계

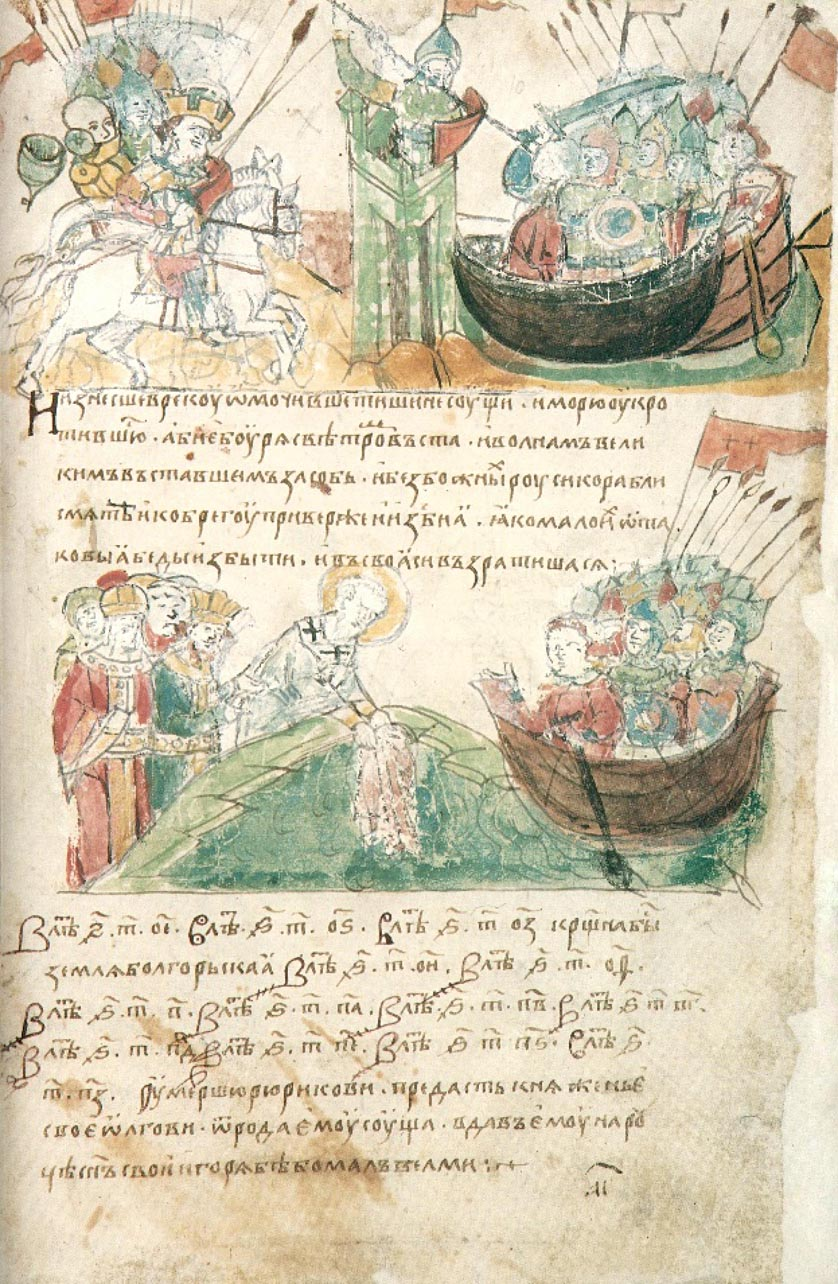

860년 루스족의 콘스탄티노폴리스 공격 이후, 콘스탄티노폴리스 총대주교 포티오스 1세는 루스족과 슬라브족을 기독교로 개종시키기 위해 북쪽으로 선교사들을 파견했다. 모라비아의 라스티슬라프 공후는 황제에게 성경을 해석할 교사들을 보내달라고 요청했고, 그리하여 863년에 형제 키릴로스와 메토디오스가 슬라브어 지식 덕분에 선교사로 파견되었다. 슬라브족은 문자가 없었기 때문에, 형제들은 글라골 문자를 고안했는데, 이는 나중에 불가리아 제1제국에서 개발된 키릴 문자로 대체되었고, 고대 교회 슬라브어로 알려진 슬라브어의 언어를 표준화했다. 그들은 성경의 일부를 번역하고 최초의 슬라브 민법과 다른 문서를 작성했으며, 이 언어와 텍스트는 키예프 루스를 포함한 슬라브 영토 전역으로 퍼졌다. 키릴과 메토디오스의 임무는 복음주의적 목적과 외교적 목적을 모두 수행하여 제국의 외교 정책을 지원하며 비잔틴 문화적 영향을 확산시켰다. 867년에 총대주교는 루스족이 주교를 받아들였다고 발표했으며, 874년에는 "루스의 대주교"에 대해 언급한다.
루스와 동로마와의 관계는 올레크가 키예프를 장악한 후 더욱 복잡해졌고, 이는 상업적, 문화적, 군사적 관심사를 반영했다. 루스의 부와 수입은 동로마의 무역에 크게 의존했다. 콘스탄티노스 7세는 키예프 공후들의 연간 행로를 묘사했는데, 공후들은 조공 부족들로부터 조공을 모아 수백 척의 배로 구성된 함대로 만들고, 드니프로강을 따라 흑해로 내려가 드네스트르강 하구, 다뉴브강 삼각주를 거쳐 콘스탄티노폴리스로 항해했다. 돌아오는 길에는 비단 직물, 향신료, 포도주, 과일을 실어왔다.
이 무역 관계의 중요성으로 인해 분쟁이 발생하면 군사적 행동으로 이어졌다. 《원초 연대기》는 907년에 루스가 콘스탄티노폴리스를 다시 공격했다고 보고하는데, 이는 아마도 무역 접근을 확보하기 위함이었을 것이다. 연대기는 올레크의 군사적 기량과 기지를 영광스럽게 묘사하며, 전설적인 세부 사항으로 채워져 있다. 동로마 자료에서는 이 공격에 대해 언급하지 않지만, 907년과 911년의 두 조약은 루스와의 무역 협정을 규정하고 있다. 이 조약 조건은 동로마 측에 압력이 있었음을 시사하는데, 그들은 루스 상인들에게 콘스탄티노폴리스 내 숙소와 물품, 그리고 면세 무역 특권을 부여했다.
연대기에는 올레크의 죽음에 대한 신화적인 이야기가 전해진다. 한 마법사가 특정한 말과 관련하여 공작의 죽음이 예언될 것이라고 예언한다. 올레크는 말을 격리시키고, 말은 나중에 죽는다. 올레크는 말을 보러 가서 시체 위에 서서 위협을 이겨냈다고 의기양양하게 자랑하지만, 뼈 속에서 뱀이 그를 물고, 그는 곧 병에 걸려 죽는다. 연대기는 이고리 공작이 913년에 올레크의 뒤를 이었고, 드레블랴네족과 페체네그족과의 짧은 충돌 이후 20년 이상 평화가 지속되었다고 보고한다.

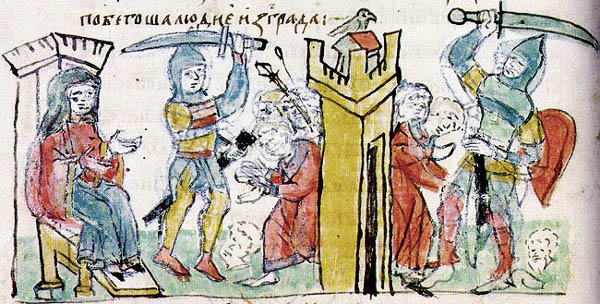
올가 공비가 드레블랴네족에게 복수하다, 라지비우 연대기

941년, 이고리는 다시 무역권 문제로 콘스탄티노폴리스를 대규모로 공격했다. 페체네그인 동맹을 포함한 1만 척의 함대가 비티니아 해안에 상륙하여 보스포루스 해협의 아시아 쪽 해안을 황폐화시켰다. 이 공격은 동로마 함대가 지중해에서 아랍군과 교전 중이었고 주력 육군이 동쪽에 주둔하고 있었기 때문에 시기적으로 매우 적절했으며, 아마도 정보에 따른 것이었을 것이다. 루스족은 도시, 교회, 수도원을 불태우고 사람들을 학살하며 전리품을 약탈했다. 황제는 퇴역 선박들로 구성된 소규모 함대에 그리스의 불 발사기를 장착하고 루스족을 유인하여 포위하게 한 후 그리스의 불을 발사하도록 명령했다.
크레모나의 리우트프란드는 "루스인들은 불길을 보고 물속으로 뛰어들어 불보다 물을 선호했다. 일부는 갑옷과 투구의 무게 때문에 가라앉았고, 다른 일부는 불이 붙었다." 잡힌 사람들은 참수되었다. 이 계략으로 루스 함대는 흩어졌지만, 그들의 공격은 니코메디아까지 내륙으로 계속되었으며, 희생자들이 십자가에 못 박히고 표적으로 사용되는 등 많은 잔혹 행위가 보고되었다. 마침내 발칸 반도에서 동로마 군대가 도착하여 루스족을 격퇴했고, 해군 병력은 귀환 항해 중 루스 함대의 대부분을 파괴했다고 보고되었다(루스족이 곧 다른 공격을 감행했기 때문에 과장일 수 있다). 이 결과는 911년 이후 동로마의 군사력이 증가했음을 나타내며, 힘의 균형이 변화했음을 시사한다.
이고리는 복수를 위해 키예프로 돌아왔다. 그는 인접한 슬라브족과 페체네그 동맹 부족들로부터 대규모 전사 병력을 모으고, "바다 건너편"의 바랑기아인들에게 지원을 요청했다. 944년, 루스군은 육지와 바다로 동로마군을 다시 진격했고, 케르소네소스의 동로마군은 이에 맞섰다. 황제는 전쟁 대신 선물과 조공을 제안했고, 루스군은 이를 받아들였다. 945년에 루스, 동로마, 불가리아 사이에 사절이 파견되었고, 평화 조약이 체결되었다. 이 협정은 다시 무역에 초점을 맞추었지만, 이번에는 루스에게 덜 유리한 조건으로, 케르소네소스와 콘스탄티노폴리스에서 루스 상인의 행동에 대한 엄격한 규정과 법률 위반에 대한 특정 처벌을 포함했다. 동로마는 루스, 페체네그, 불가리아의 장기적인 동맹에 대한 우려 때문에 이 조약에 서명하도록 동기를 부여받았을 수도 있지만, 더 유리한 조건은 권력의 이동을 더욱 시사한다.

#### 스뱌토슬라프

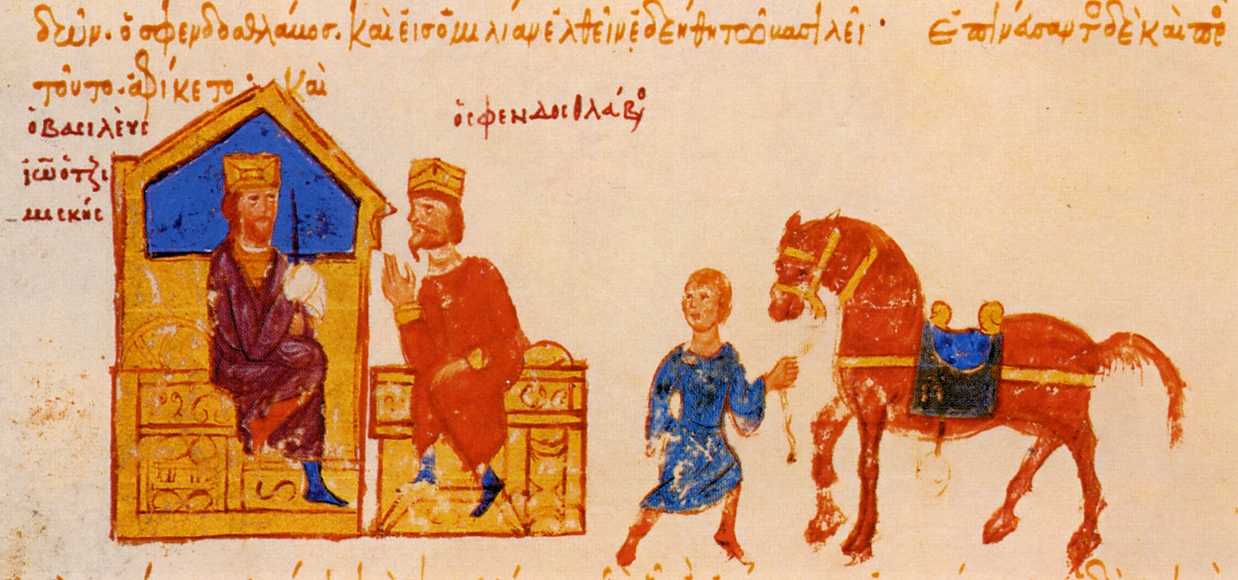
마드리드 스킬리체스, 요안니스 치미스키스와 스뱌토슬라프의 만남

945년 이고리의 사망 이후, 그의 아내 올가는 아들 스뱌토슬라프가 성인이 될 때까지 (약 963년) 키예프의 섭정으로 통치했다. 그의 키예프 루스 통치 10년은 폰토스-카스피 스텝의 하자르족 정복과 발칸 반도 침공을 통한 급격한 확장으로 특징지어진다. 짧은 생을 마칠 때쯤 스뱌토슬라프는 유럽에서 가장 큰 국가를 건설했으며, 결국 969년에는 수도를 키예프에서 다뉴브강의 페레야슬라베츠로 옮겼다.
어머니가 기독교로 개종한 것과는 달리, 스뱌토슬라프는 그의 드루지나처럼 독실한 이교도로 남았다. 972년 매복 공격으로 갑작스럽게 사망했기 때문에, 스뱌토슬라프의 정복은 대부분 기능적인 제국으로 통합되지 못했으며, 안정적인 승계 체제를 확립하지 못하여 아들들 사이에 골육상잔의 다툼이 벌어졌고, 그 결과 그의 세 아들 중 두 명이 살해되었다.

### 블라디미르의 통치와 기독교화

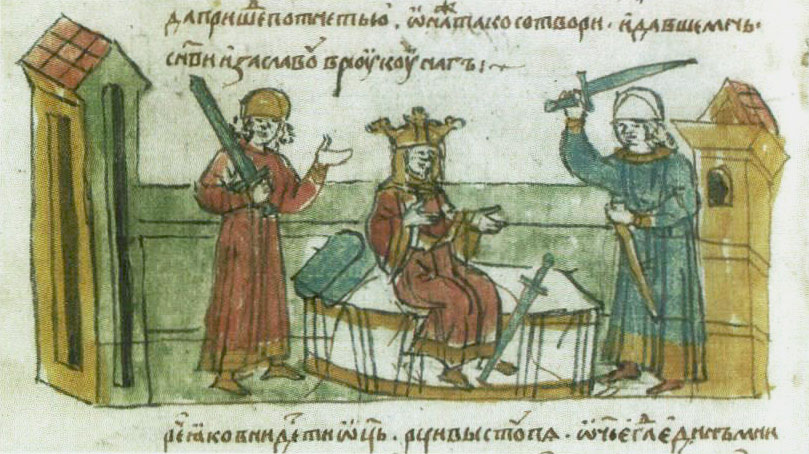
폴로츠크의 로그네다, 블라디미르 1세 그리고 폴로츠크의 이자슬라프

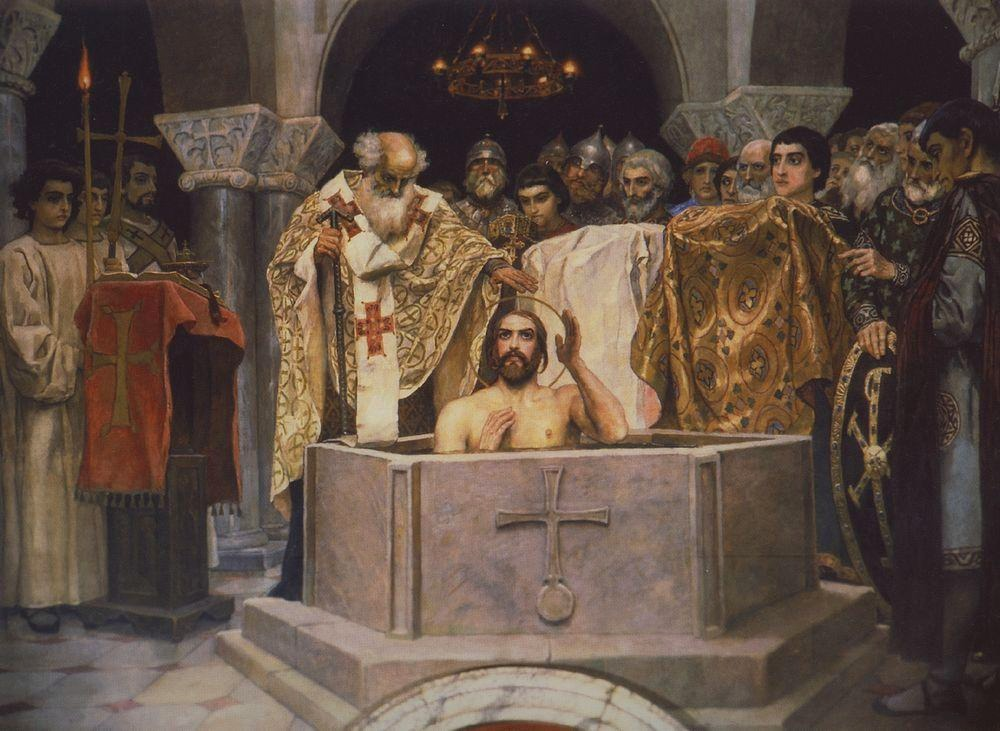
빅토르 바스네초프의 성 블라디미르 공작 세례, 성 볼로디미르 대성당

대공이라는 칭호가 언제 처음 도입되었는지는 명확하게 기록되어 있지 않지만, 972년 스뱌토슬라프 1세 사망과 그에 따른 블라디미르와 야로폴크 1세 간의 권력 투쟁 이후 키예프 공국의 중요성이 인정되었다. 키예프 지역은 다음 두 세기 동안 이 지역을 지배했다. 키예프 대공은 도시 주변의 땅을 통제했으며, 그의 공식적으로 종속된 친척들은 다른 도시들을 통치하고 그에게 조공을 바쳤다. 국가 권력의 정점은 블라디미르 1세 (r. 980–1015)와 야로슬라프 1세 무드리 (r. 1019–1054)의 통치 시기에 이르렀다. 두 통치자 모두 올레크 치하에서 시작된 키예프 루스의 꾸준한 확장을 이어갔다.
블라디미르는 972년에 아버지 스뱌토슬라프 1세가 사망했을 때 노브고로드 공작이었으나, 977년에 이복형 야로폴크가 다른 이복형 올레크를 살해한 후 스칸디나비아로 도피했다. 원초 연대기에 따르면, 블라디미르는 바랑기아 전사들을 모아 먼저 폴로츠크 공국을 정복한 후 야로폴크를 격파하고 살해하여 키예프 루스 전체 영역에 대한 통치를 확립했다.
블라디미르에게만 전적으로 귀속되기도 하지만, 키예프 루스의 기독교화는 국가 형성 이전부터 시작된 길고 복잡한 과정이었다. 서기 1세기 초부터 흑해 식민지의 그리스인들이 기독교로 개종했으며, 원초 연대기는 사도 안드레아가 이 해안 정착지에 선교 활동을 펼치고 현재의 키이우 지역을 축복했다는 전설까지 기록하고 있다. 3세기에는 고트족이 이 지역을 통과하면서 4세기에 아리우스주의 기독교를 받아들였고, 4세기와 5세기의 교회 유적이 크림반도에서 발굴되었지만, 370년대 훈족의 침입으로 기독교화는 수세기 동안 중단되었다. 아스콜드와 디르와 키예프의 올가와 같은 초기 키예프 공작 및 공주 중 일부는 기독교로 개종한 것으로 알려져 있지만, 올레크, 이고리, 스뱌토슬라프는 이교도로 남아있었다.
《원초 연대기》는 블라디미르가 전통적인 슬라브 신화 대신 새로운 신앙을 받아들이기로 결정했을 때, 그의 가장 존경받는 고문들과 전사들을 사절로 유럽의 여러 지역에 파견했다는 전설을 기록한다. 그들은 라틴 교회의 기독교인, 유대인, 그리고 무슬림을 방문한 후 마침내 콘스탄티노폴리스에 도착했다. 그들은 다른 무엇보다도 술 소비를 금지한다는 이유로 이슬람을 거부했고, 유대인의 신이 선민으로 하여금 그들의 나라를 빼앗기게 허용했기 때문에 유대교를 거부했다. 그들은 로마 교회의 의식이 지루하다고 생각했다. 그러나 콘스탄티노폴리스에서는 아야 소피아 대성당의 아름다움과 그곳에서 열리는 전례에 너무나 놀라 어떤 신앙을 따를지 즉시 결심했다. 고향에 도착하자마자 그들은 블라디미르에게 비잔티움 전례가 최선의 선택이라고 설득했고, 블라디미르는 콘스탄티노폴리스로 가서 동로마 제국 황제 바실리오스 2세 불가록토노스의 누이인 안나 공주와 결혼을 주선했다. 역사적으로는 그가 콘스탄티노폴리스와의 외교 관계를 강화하기 위해 동방 기독교를 채택했을 가능성이 더 높다. 블라디미르의 동방 기독교 선택은 흑해를 지배하고 따라서 키예프의 가장 중요한 상업로인 드니프로강의 무역을 지배했던 콘스탄티노폴리스와의 긴밀한 개인적 유대를 반영했을 수 있다. 《원초 연대기》에 따르면, 블라디미르는 대략 987년에 세례를 받았고, 988년 8월에 키예프 인구에게 세례를 명했다. 기독교화에 대한 가장 큰 저항은 노브고로드, 수즈달, 벨로제르스크를 포함한 북부 도시에서 발생한 것으로 보인다.
동방 교회를 따르는 것은 장기적인 정치적, 문화적, 종교적 결과를 가져왔다. 이 교회는 키릴 문자로 작성된 전례와 슬라브족을 위해 제작된 그리스어 번역본을 가지고 있었다. 이 문학은 동슬라브족의 기독교 개종을 촉진했으며, 고대 그리스어를 배울 필요 없이 (그리스인과 사업을 하던 상인들은 현대 상업 그리스어를 이해했을 가능성이 높다) 기초적인 그리스 철학, 과학, 역사학을 접하게 해주었다. 1054년 대분열 이후 키예프 교회는 한동안 로마와 콘스탄티노폴리스 양측과 성찬례를 유지했지만, 대부분의 동방 교회들과 마찬가지로 결국 분리되어 동방 정교회를 따르게 되었다. 그렇긴 하지만, 그리스 세계의 다른 지역들과는 달리 키예프 루스는 서구 세계에 대한 강한 적대감을 가지고 있지 않았다.

### 야로슬라프의 통치

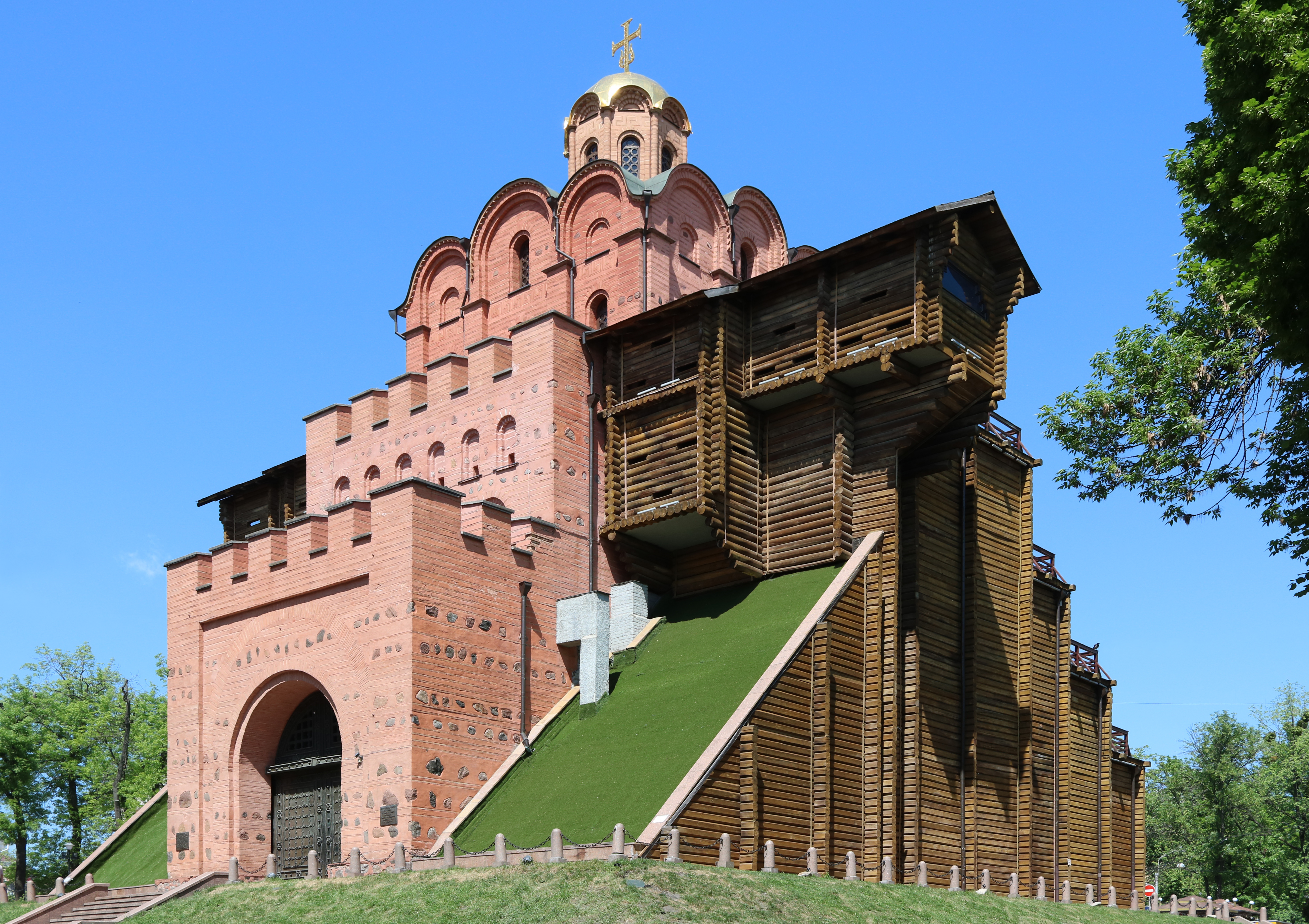
황금문 (키이우)

"현공"으로 알려진 야로슬라프는 형제들과 권력을 놓고 다투었다. 블라디미르 1세의 아들인 그는 1015년 아버지가 사망했을 당시 노브고로드의 공후였다.
비록 1019년에 키예프에 대한 통치를 확립했지만, 1036년까지 키예프 루스 전체를 논란 없이 통치하지는 못했다. 블라디미르처럼 야로슬라프도 나머지 유럽, 특히 동로마 제국과의 관계 개선에 열심이었다. 야로슬라프의 손녀인 키예프의 에우프락시아, 그의 아들 프세볼로트 1세의 딸은 하인리히 4세와 결혼했다. 야로슬라프는 또한 그의 누이와 세 딸을 폴란드, 프랑스, 헝가리, 노르웨이 왕들에게 시집보냈다.
야로슬라프는 키예프 루스의 첫 번째 법전인 루스카야 프라우다를 공포했다. 키예프 성 소피아 대성당과 노브고로드 성 소피아 대성당을 건설했고, 지역 성직자와 수도주의를 후원했으며, 학교 제도를 설립했다고 전해진다. 야로슬라프의 아들들은 위대한 키예프 페체르스크 라브라 (수도원)를 발전시켰다.

### 승계 문제

후기 키예프 루스의 공국들 (c.1054–1132)

국가 건립 이후 수세기 동안 류리크의 후손들은 키예프 루스의 권력을 공유했다. 류리크 왕조의 한 통치자에서 다음 통치자로 왕권이 어떻게 이전되었는지는 불분명하지만, 역사가 폴 마고치는 '학자들은 실제 승계 시스템이 무엇이었는지, 혹은 아예 시스템이 없었는지에 대해 논쟁을 벌여왔다'고 언급했다. 역사가 낸시 실즈 콜먼에 따르면, 로타 시스템이 사용되었는데, 공작의 승계는 형에서 동생으로, 삼촌에서 조카로, 그리고 아버지에서 아들로 이동했다. 왕조의 하급 구성원들은 보통 소규모 지역의 통치자로 공식 경력을 시작하여 더 수익성이 좋은 공국으로 진출한 후, 탐나는 키예프의 왕좌를 놓고 경쟁했다. 어떤 경우든, 이반 카찬놉스키 교수에 따르면 야로슬라프 1세 무드리 (r. 1019–1054) 사망 이후 '키예프 왕좌에 대한 적절한 승계 시스템이 개발되지 않았고', 이는 점진적인 해체 과정을 시작했다.
기존의 권력 승계 시스템은 왕실 가족 내부에 끊임없는 증오와 경쟁을 조장했다. 존속살해는 권력을 얻기 위해 자주 사용되었으며, 특히 야로슬라비치(야로슬라프의 아들들) 시대에 두드러졌는데, 이때 기존 승계 시스템이 무시되고 블라디미르 2세 모노마흐가 키예프 대공(r. 1113–1125)으로 즉위하면서 체르니고프의 올레고비치(올레크 1세의 아들들), 페레야슬라블의 모노마코비치, 투로프–볼히니아의 이자슬라비치(이자슬라프 1세의 아들들), 그리고 폴로츠크 공작들 간에 큰 불화가 발생했다. 키예프 대공의 지위는 지역 씨족들의 영향력 증가로 약화되었다.

### 분열과 쇠퇴
경쟁 관계에 있던 폴로츠크 공국은 노브고로드를 점령하여 대공의 권력에 도전했고, 트무타라칸의 로스티슬라프는 체르니고프에 속한 흑해 항구 트무타라칸을 놓고 싸우고 있었다. 처음에는 동맹을 맺었던 야로슬라프의 세 아들은 특히 1068년 알타강 전투에서 쿠만군에게 패배한 후 서로 싸웠다.
통치 중이던 대공 이자슬라프는 폴란드로 도피하여 지원을 요청했고, 몇 년 후 돌아와 질서를 확립했다. 11세기 말까지 상황은 더욱 복잡해져 국가를 혼란과 끊임없는 전쟁으로 몰아넣었다. 1097년 블라디미르 2세 모노마흐의 주도로 체르니고프 근처에서 키예프 루스의 류베치 공의회가 열렸는데, 주요 목적은 싸우는 측들 간의 이해를 구하는 것이었다.
1130년까지 예언자 프세슬라프의 모든 후손들은 프세볼로트 2세가 키예프 대공이 되면서 이자고이에게 가장 격렬한 저항을 받았다. 갈리치아 땅에 처음 정착했던 로스티슬라비치는 1189년까지 모노마흐-피아스트 후손인 로만 2세 므스티슬라비치에게 패배했다.
키예프 루스의 주요 무역 파트너였던 콘스탄티노폴리스의 쇠퇴는 키예프 루스의 쇠퇴에 중요한 역할을 했다. 바랑기아에서 그리스로 가는 길은 흑해(주로 동로마)에서 동유럽을 거쳐 발트해로 물품이 이동하는 경로였으며, 이는 키예프의 부와 번영의 초석이었다. 동로마 제국의 힘이 약해지고 서유럽이 아시아 및 근동으로 새로운 무역로를 개척하면서 이러한 무역로의 중요성은 줄어들었다. 사람들이 무역을 위해 키예프 루스 영토를 통과하는 데 덜 의존하게 되면서 키예프 루스의 경제는 어려움을 겪었다.
통일된 국가를 유지한 마지막 통치자는 므스티슬라프 대공이었다. 1132년 그의 죽음 이후, 키예프 루스는 불경기에 빠져 급격히 쇠퇴했으며, 므스티슬라프의 후계자인 야로폴크 2세는 외부의 쿠만족 위협에 집중하기보다 노브고로드 공화국의 성장하는 힘과의 갈등에 휘말렸다. 1169년 3월, 블라디미르의 안드레이 보고류프스키가 이끄는 토착 공후 연합군이 키예프를 약탈했다. 이는 키예프에 대한 인식을 바꾸었고 키예프 루스의 분열을 증명하는 것이었다. 12세기 말까지 키예프 국가는 약 12개의 다른 공국으로 더욱 분열되었다.

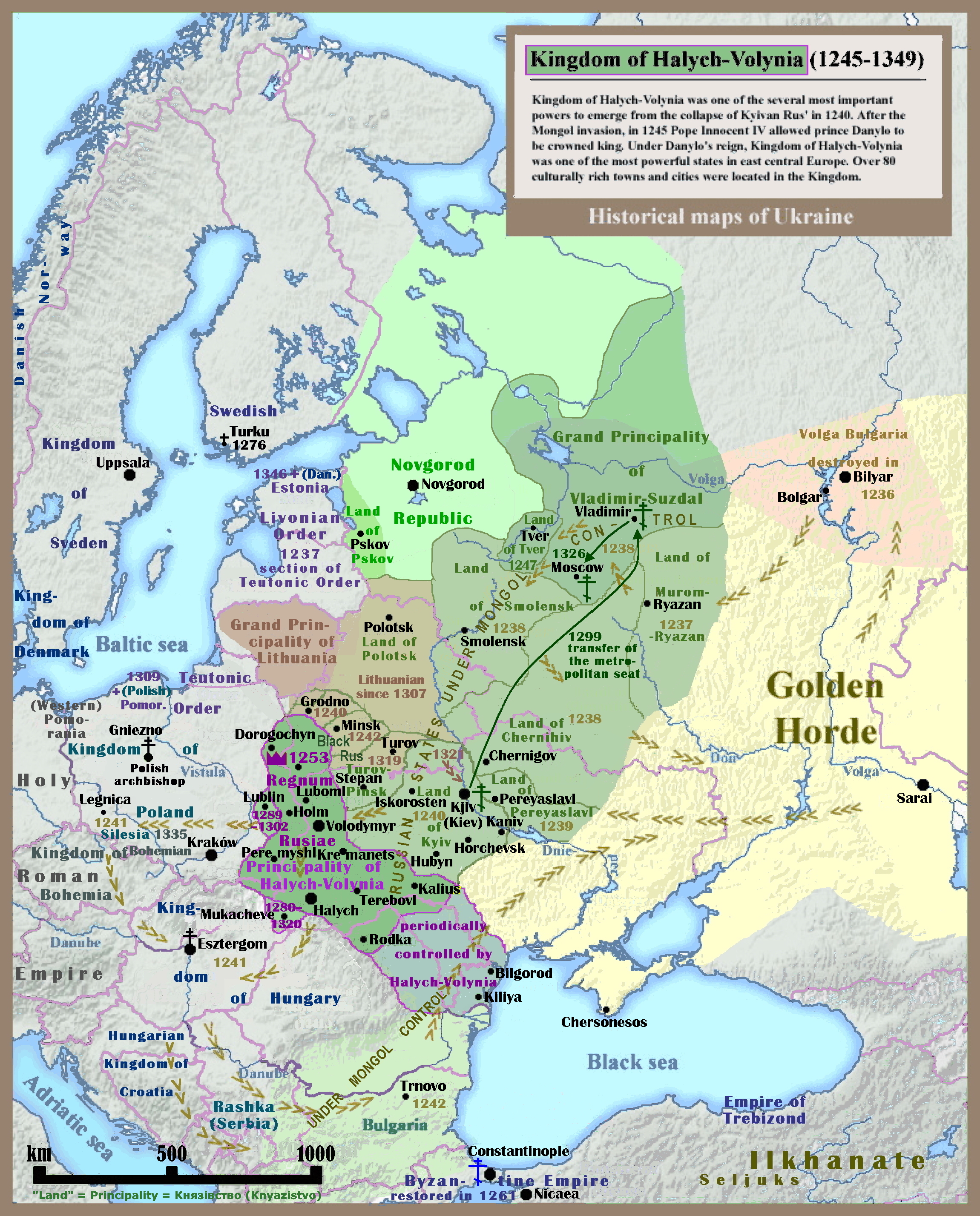
연보라색 테두리: 키예프 루스의 후계 국가 중 하나인 갈리치아-볼히니아 왕국

십자군은 유럽 무역로의 변화를 가져왔고, 이는 키예프 루스의 쇠퇴를 가속화했다. 1204년, 제4차 십자군 세력이 콘스탄티노폴리스를 약탈하여 드니프로강 무역로를 주변적인 것으로 만들었다. 동시에 검의 형제기사단 (북방 십자군)은 발트해 지역을 정복하고 노브고로드 지역을 위협하고 있었다.
북부에서는 노브고로드 공화국이 볼가강에서 발트해로 이어지는 무역로를 통제했기 때문에 번성했다. 키예프 루스가 쇠퇴하면서 노브고로드는 더욱 독립적이 되었다. 지역 과두제가 노브고로드를 통치했으며, 주요 정부 결정은 시 의회에서 이루어졌고, 이 의회는 도시의 군사 지도자로서 공작을 선출하기도 했다. 1136년, 노브고로드는 키예프에 반란을 일으켜 독립했다. 이제 독립적인 도시국가가 되었으며, "위대한 주 노브고로드"라고 불리던 이 도시는 서쪽과 북쪽으로 "상업적 이해관계"를 확장했다. 즉, 각각 발트해와 인구가 적은 산림 지역으로 확장했다.
1199년, 로만 므스티슬라비치 공작은 이전에 분리되어 있던 갈리치아와 볼히니아의 두 공국을 통합했다. 그의 아들 다닐 (r. 1238–1264)은 서유럽의 지원을 찾았다. 그는 로마 교황령으로부터 왕관을 받았다.

### 최종 해체
쿠만-킵차크가 몽골의 침공을 받은 이후, 쿄텐과 같은 많은 쿠만 통치자들이 루스로 도피했고, 국가는 마침내 몽골의 침공으로 해체되어 킵차크 칸국에 조공을 바치는 후계 공국들로 분열되었다(이른바 타타르의 멍에로 불린다). 몽골 침공 직전, 키예프 루스는 상대적으로 번성한 지역이었다. 국제 무역과 숙련된 장인들이 번성했으며, 농장은 도시 인구를 먹여살릴 만큼 충분한 생산량을 냈다. 1230년대 후반의 침공 이후, 경제는 파괴되었고, 인구는 학살되거나 노예로 팔려나갔다; 반면 숙련된 노동자와 장인들은 몽골의 스텝 지역으로 보내졌다.
남서부 변방에서는 키예프 루스의 뒤를 이어 갈리치아-볼히니아 공국이 등장했다. 나중에 현대 중앙 우크라이나와 벨라루스의 일부인 이 지역들이 게디미나스 왕조에 의해 정복되면서, 강력하고 크게 루테니아화된 리투아니아 대공국은 루스의 문화적, 법적 전통을 크게 따랐다. 1398년부터 1569년 루블린 연합까지, 그 정식 명칭은 리투아니아, 루테니아 및 사모기티아 대공국이었다.
키예프 루스의 북동쪽 변방에서는 블라디미르-수즈달 공국에 전통이 계승되었는데, 이 공국은 점차 모스크바를 중심으로 모여들었다. 최북단에서는 노브고로드와 프스코프 봉건 공화국이 모스크바 대공국에 흡수될 때까지 블라디미르-수즈달-모스크바보다 덜 독재적이었다. 벨라루스, 러시아, 우크라이나의 현대 역사가들은 모두 키예프 루스를 자신들 현대 국가 역사의 첫 시기로 간주한다.

## 사회

### 문화

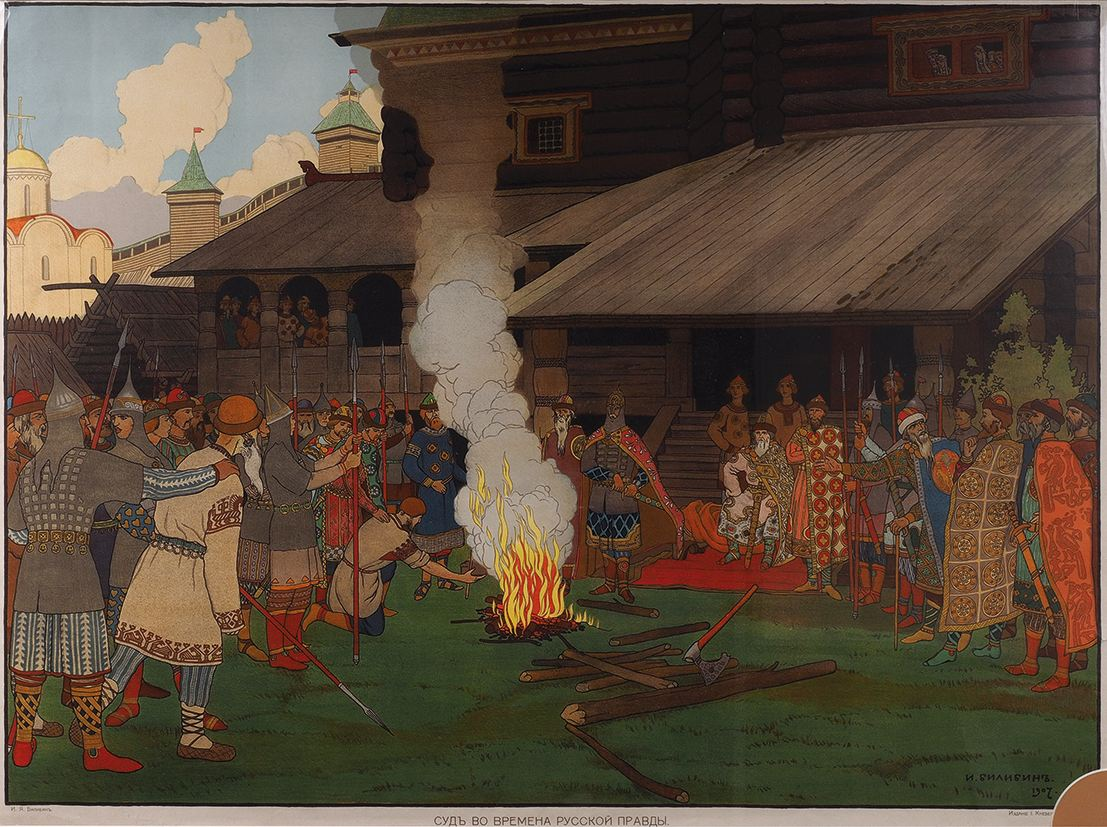
이반 빌리빈의 키예프 루스 시대 재판

키예프 루스의 영토는 대부분 숲과 스텝(동유럽 산림 스텝 및 중앙 유럽 혼합림 참조)으로 구성되어 있었으며, 주요 강들은 모두 발다이 구릉에서 발원했다. 이 지역은 주로 슬라브어파와 핀어군 부족들이 거주했다. 모든 부족은 어느 정도 수렵채집민이었지만, 슬라브족은 주로 농업에 종사하여 곡물과 작물을 재배하고 가축을 길렀다. 키예프 국가가 출현하기 전에는 이러한 부족들은 각자의 지도자와 신들을 가지고 있었고, 부족들 간의 상호 작용은 때때로 물품을 교환하거나 전투를 벌이는 방식으로 이루어졌다. 가장 가치 있는 교역품은 포로 노예와 모피였다(주로 은화나 동양의 고급 직물과 교환). 주요 무역 파트너는 볼가의 불가르족, 하자르족의 이틸, 그리고 동로마 제국의 케르소네소스였다. 9세기 초까지 바랑기아인으로 알려진 스칸디나비아 모험가 집단과 나중에 루스인이 이 지역의 다양한 (슬라브) 마을을 약탈하기 시작했으며, 나중에는 다른 바랑기아인들의 약탈로부터 보호해 주는 대가로 조공을 받았다. 시간이 지나면서 이러한 조공-보호 관계는 더욱 영구적인 정치 구조로 발전했다. 루스의 영주들은 공작이 되었고 슬라브 주민들은 그들의 신민이 되었다.

### 경제

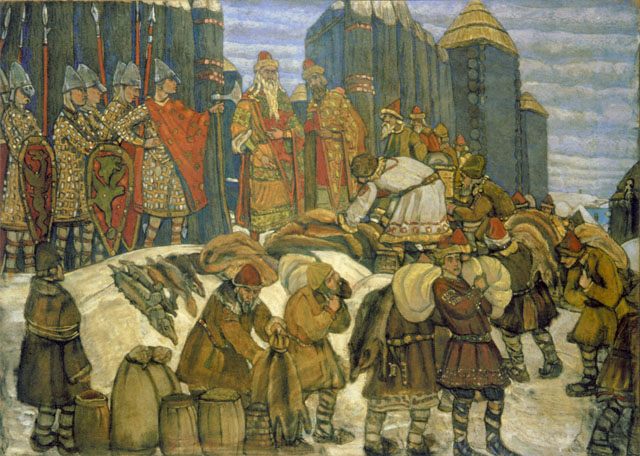
조공을 거두는 모습. 1908년 니콜라스 레리히의 그림.

10세기 초 키예프 루스는 주로 동유럽과 스칸디나비아의 다른 부족들과 무역했다. "스텝 북쪽의 숲에서 이러한 교환을 수행하기 위해 복잡한 사회 구조가 거의 필요 없었다. 기업가들이 소규모로 활동하고 북쪽에 머무는 한, 그들은 관찰자나 작가들의 주의를 끌지 못했다." 루스인들은 또한 특히 900년대 초에 동로마 제국과 강력한 무역 관계를 맺고 있었는데, 911년과 944년의 조약이 이를 보여준다. 이 조약들은 도망친 동로마 노예의 대우와 동로마에서 구매할 수 있는 견섬유와 같은 특정 상품의 수량 제한을 다룬다. 루스인들은 드니프로강을 따라 슬라브족 부족들이 띄운 통나무 뗏목을 사용하여 상품, 특히 동로마로의 노예 수송에 활용했다.
키예프 시대 동안 무역과 운송은 주로 강과 육로 수송로 네트워크에 의존했다. 이 시기에 무역 네트워크는 단순히 지역 수요 이상을 충족시키기 위해 확장되었다. 이는 수즈달, 드루츠크, 벨로오제로를 포함한 30여 개 지역에서 발견된 유리 제품 조사를 통해 입증되는데, 상당수가 키예프에서 제조되었음을 보여준다. 키예프는 자신, 콘스탄티노폴리스, 그리고 흑해 지역 간 무역의 주요 창고이자 환승 지점이었다. 이러한 무역 네트워크는 이미 존재했지만, 11세기에는 그 규모가 급속히 확장되었다. 키예프는 또한 루스 도시들 간의 내부 무역에서도 지배적이었다. 유리 제품(유리 용기, 유약 도자기, 창유리)에 대한 독점권을 12세기 초중반까지 유지하다가 루스의 다른 도시들에게 독점권을 잃었다. 상감 에나멜 유리 생산 기술은 동로마에서 차용되었다. 비잔틴 암포라, 와인, 올리브 오일이 드니프로강 중류를 따라 발견되었는데, 이는 키예프와 무역 도시들을 거쳐 콘스탄티노폴리스 간의 무역을 시사한다.
겨울이 되면 키예프의 통치자는 드레고비치, 크리비치, 드레블랴네족, 세베리아네족 등 복속된 부족들을 방문하며 순시했다. 일부는 돈으로, 일부는 모피나 다른 상품으로, 일부는 노예로 조공을 바쳤다. 이러한 시스템을 폴류디예라고 불렀다.

### 종교
마르틴(2009)에 따르면, '기독교, 유대교, 이슬람교는 이 지역에서 오랫동안 알려져 있었고, 올가는 개인적으로 기독교로 개종했다. 그러나 블라디미르가 왕위에 올랐을 때, 그는 그의 사회 내 이질적인 요소들이 숭배하던 노르드족, 슬라브족, 핀족, 이란족 신들의 우상들을 키예프 언덕 위에 세워 그의 백성을 위한 단일 신전을 만들려고 시도했다. 그러나 불분명한 이유로 그는 곧 기독교를 지지하여 이러한 시도를 포기했다.'

### 건축
키예프 루스의 건축은 러시아, 우크라이나, 벨라루스 건축의 초기 시기로, 비잔틴 문화의 토대를 사용했지만 혁신과 건축적 특징을 크게 활용했다. 대부분의 유적은 러시아 정교회이거나 도시의 문과 요새의 일부이다.

## 행정 구역

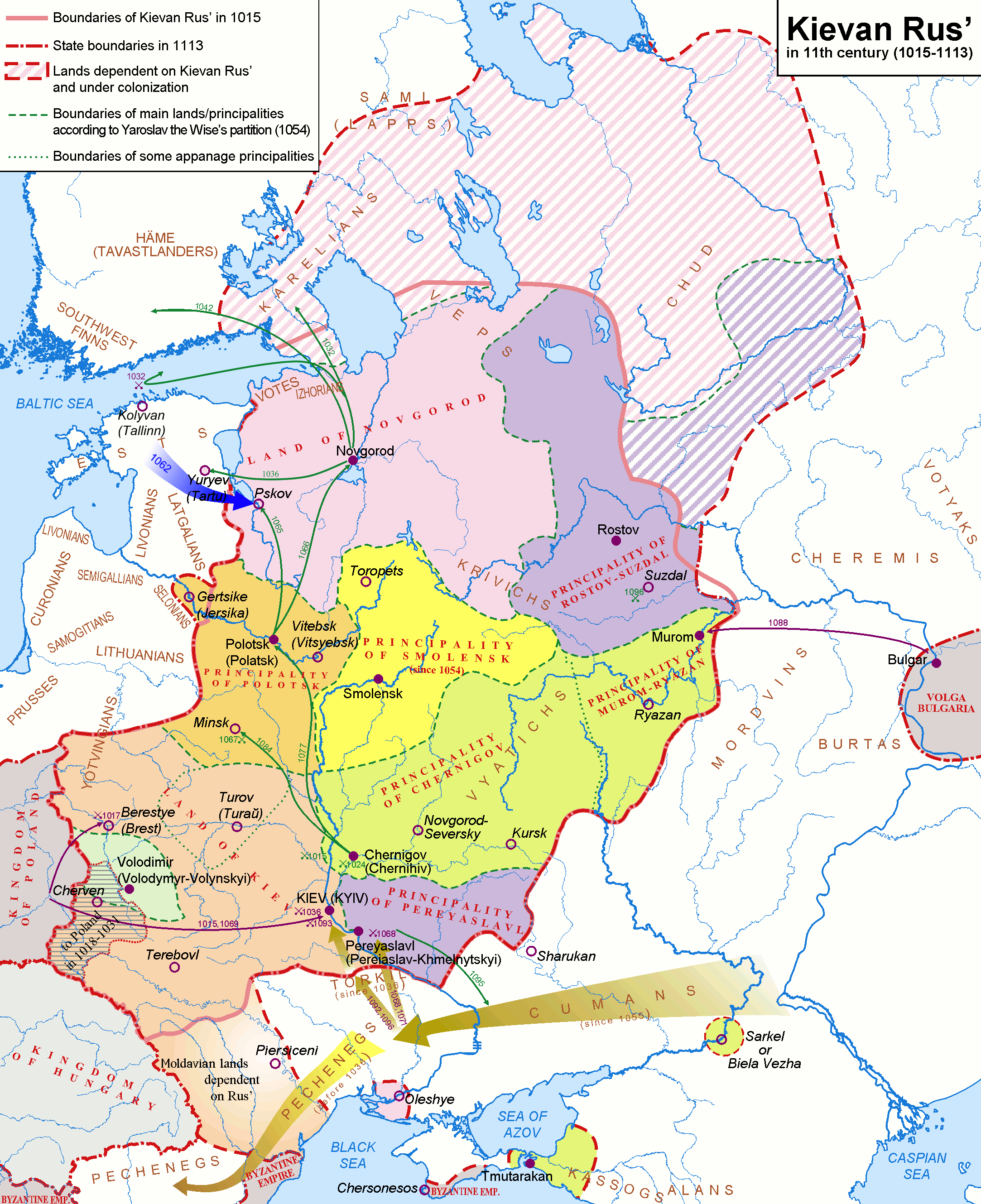
1015-1113년 키예프 루스

동슬라브족 영토는 원래 젬랴(zemlias)라고 불리는 공작령, 즉 "땅" 또는 볼로스트("권력" 또는 "정부"를 의미하는 용어에서 유래)로 나뉘어 있었다. 더 작은 씨족 단위는 베르프(verv) 또는 포고스트라고 불렸고, 코파(kopa) 또는 비체(viche)가 수장이었다.
11세기부터 13세기까지 공국들은 볼로스트로 나뉘었으며, 중심지는 보통 프리호로드(pryhorod) 또는 고르드 (요새화된 정착지)라고 불렸다. 볼로스트는 여러 베르프(vervs) 또는 흐로마다 (공동체 또는 공동체)로 구성되었다. 지역 관리는 볼로스텔(volostel) 또는 스타로스타라고 불렸다.
야로슬라프 1세 무드리는 왕위 계승에 대한 가족 간의 갈등을 줄이기 위해 주요 공국에 우선권을 부여했다.
1. 키예프 공국과 노브고로드, 장남 이자슬라프 1세를 위한 곳으로, 그는 대공이 되었다.
2. 체르니고프 공국과 트무타라칸, 스뱌토슬라프 2세를 위한 곳
3. 페레야슬라블 공국과 로스토프-수즈달, 프세볼로트 1세를 위한 곳
4. 스몰렌스크 공국, 뱌체슬라프 야로슬라비치를 위한 곳
5. 볼히니아 공국, 이고리 야로슬라비치를 위한 곳

야로슬라프는 그의 형 폴로츠크의 이자슬라프가 통치했고 그의 후손들의 통제하에 남을 폴로츠크 공국과 그의 손자 로스티슬라프 왕조가 결국 차지한 갈리치아 공국은 언급하지 않았다.

## 대외 관계

### 군사 역사
키예프 루스군은 9세기부터 13세기까지 키예프 루스의 군대로 기능했다. 주로 드루지나 기병대의 지원을 받는 도시 민병대의 보병 부대가 특징이었다.

### 스텝 민족
9세기부터 페체네그인 유목민들은 키예프 루스와 불안한 관계를 유지했다. 2세기 이상 동안 그들은 루스에 산발적인 습격을 감행했는데, 이는 때때로 전면적인 전쟁으로 확대되기도 했다. 예를 들어, 원초 연대기에 보고된 키예프의 이고르가 920년에 페체네그인과 벌인 전쟁이 그러했다. 그러나 943년 이고르가 벌인 동로마 전역과 같이 일시적인 군사 동맹도 있었다. 968년, 페체네그인들은 키예프를 공격하고 포위했다.
보니악은 쿠만족의 칸으로, 키예프 루스에 대한 일련의 침략을 이끌었다. 1096년, 보니악은 키예프를 공격하여 키예프 동굴 수도원을 약탈하고 베레스토보에 있던 공작 궁전을 불태웠다. 그는 1107년에 블라디미르 2세 모노마흐, 올레크, 스뱌토폴크 및 다른 루스 공작들에게 패배했다.

### 동로마 제국
동로마는 빠르게 키예프의 주요 무역 및 문화 파트너가 되었지만, 관계가 항상 우호적이지는 않았다. 류리크 왕조의 가장 큰 군사적 업적 중 하나는 960년 동로마 공격이었다. 루스 순례자들은 수년 동안 키예프에서 콘스탄티노폴리스까지 여행을 해왔고, 동로마 제국의 황제 콘스탄티노스 7세는 이것이 침공에 적합한 경로의 험난한 부분과 여행자들이 가장 위험에 처할 수 있는 장소에 대한 중요한 정보를 제공한다고 믿었다. 이 경로는 여행자들이 주로 강을 통해 페체네그인의 영토를 통과하게 했다. 941년 6월, 루스는 동로마군에 대한 해군 매복 공격을 감행하여 작고 기동성이 좋은 배로 수적인 열세를 만회했다. 이 배들은 대량의 보물을 운송하기에 부적합했으며, 이는 약탈이 목표가 아님을 시사한다. 원초 연대기에 따르면 이 습격은 이고르라는 왕이 이끌었다. 3년 후, 944년 조약은 동로마에 접근하는 모든 선박은 류리크 공작의 편지를 통해 선박의 수와 평화적인 의도를 보증해야 한다고 명시했다. 이는 또 다른 기습 공격에 대한 두려움뿐만 아니라 흑해에서 키예프의 존재감이 증가했음을 나타낸다.

### 몽골

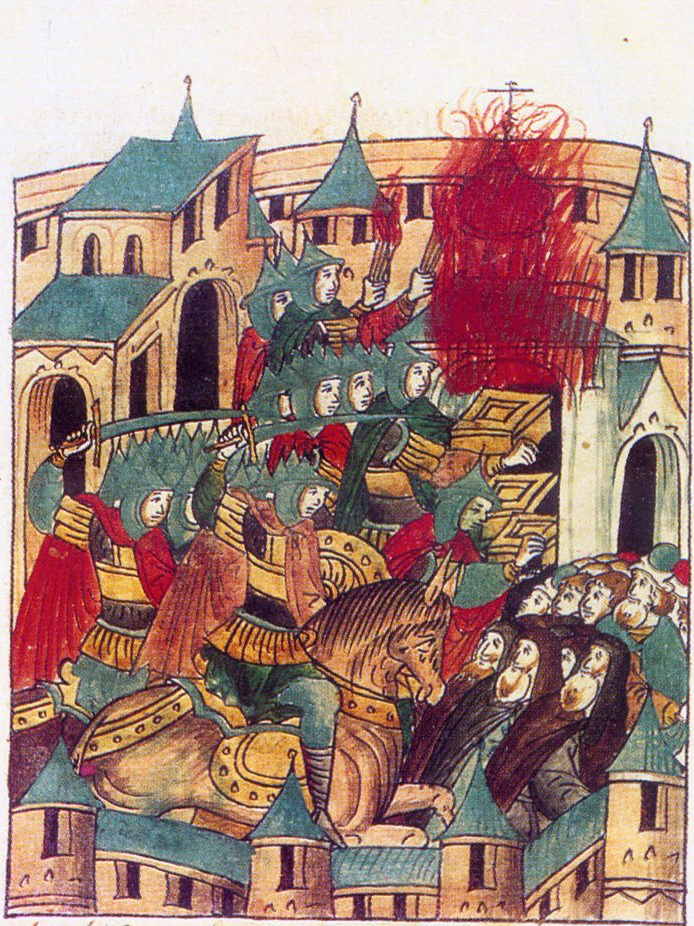
바투 칸에 의한 수즈달 약탈

몽골 제국은 13세기에 키예프 루스를 침공하여 랴잔, 콜롬나, 모스크바, 블라디미르, 키예프 등 수많은 도시를 황폐화시켰다. 1240년 몽골의 키예프 공성전은 일반적으로 키예프 루스의 종말로 이해된다. 바투 칸은 갈리치아와 볼히니아를 정복하고 폴란드와 헝가리를 약탈했으며, 1242년 사라에 킵차크 칸국을 세웠다. 정복은 외게데이 칸의 사망 이후 계승 위기로 인해 대부분 중단되었고, 바투는 씨족의 다음 지도자를 선택하기 위해 몽골로 돌아갔다.

## 역사적 평가

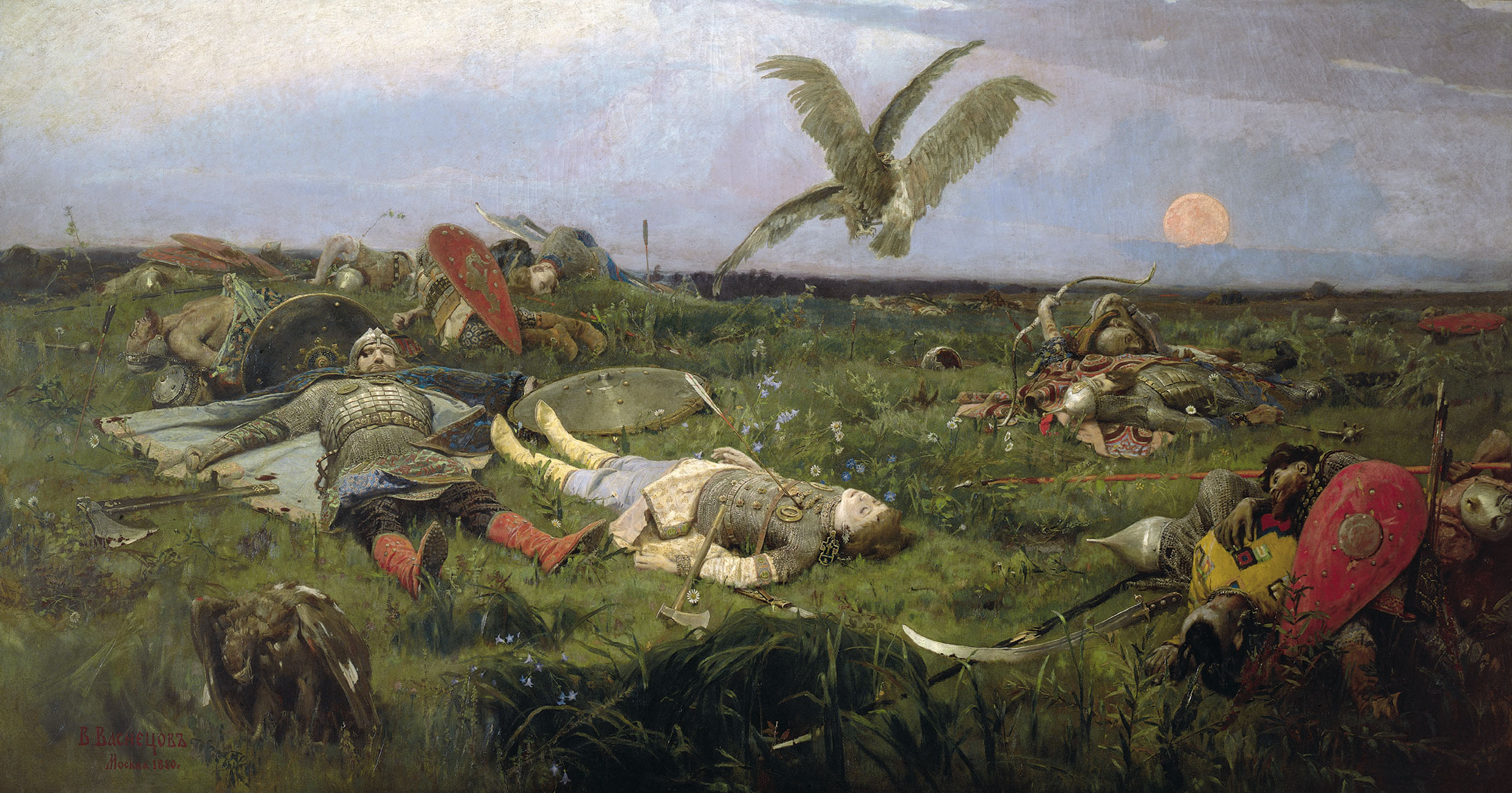
이고리 스뱌토슬라비치와 쿠만족 간의 전투 현장, 빅토르 바스네초프 작

키예프 루스는 서유럽에 비해 인구가 희박했지만, 면적상으로는 당시 유럽에서 가장 큰 국가였을 뿐만 아니라 문화적으로도 선진적이었다. 키예프, 노브고로드 및 기타 대도시의 문맹률은 높았다. 노브고로드는 당시 다른 도시에서는 흔히 볼 수 없었던 하수도 시설과 포장도로를 갖추고 있었다. 루스카야 프라우다는 처벌을 벌금으로 제한하고 일반적으로 사형을 사용하지 않았다. 여성에게는 재산권과 상속권과 같은 특정 권리가 부여되었다.
키예프 루스의 경제 발전은 인구 통계에 반영될 수 있다. 1200년경 키예프의 인구에 대한 학자들의 추정치는 36,000명에서 50,000명에 이른다(당시 파리는 약 50,000명, 런던은 30,000명이었다). 노브고로드는 1000년에 약 10,000명에서 15,000명의 주민이 있었고, 1200년에는 그 두 배 정도였으며, 체르니고프는 당시 키예프와 노브고로드보다 더 넓은 면적을 가지고 있었으므로 더 많은 주민이 있었을 것으로 추정된다. 당시 세계에서 가장 큰 도시 중 하나였던 콘스탄티노폴리스는 1180년경 약 400,000명의 인구를 가지고 있었다. 소비에트 학자 미하일 티호미로프는 몽골 침공 전 키예프 루스에 약 300개의 도시 중심지가 있었다고 계산했다.
키예프 루스는 유럽 정치에서 중요한 계보적 역할을 했다. 야로슬라프 1세 무드리는 867년부터 1056년까지 동로마 제국을 통치했던 마케도니아 왕조에 속한 의붓어머니를 두었으며, 스웨덴을 기독교화한 왕의 유일한 적통 딸과 결혼했다. 그의 딸들은 헝가리, 프랑스, 노르웨이의 왕비가 되었고, 그의 아들들은 폴란드 왕과 동로마 황제의 딸, 그리고 교황의 조카딸과 결혼했으며, 그의 손녀들은 독일 황후와 (한 이론에 따르면) 스코틀랜드의 여왕이 되었다. 한 손자는 마지막 앵글로색슨 잉글랜드 왕의 유일한 딸과 결혼했다. 따라서 류리크가는 당시 잘 연결된 왕실 가족이었다.
세르히 플로히 (2006)는 키예프 루스를 "탈민족화"할 것을 제안했다. 현대 민족주의적 해석과는 달리, 그는 '키예프 루스를 러시아, 우크라이나, 벨라루스의 민족사에서 다민족 국가로 분리해야 한다. 이는 루스라는 단어와 루스 땅 개념에도 적용된다'고 주장했다. 할페린(2010)에 따르면, '플로히의 접근 방식은 모스크바 대공국, 리투아니아 또는 우크라이나의 키예프 계승에 대한 경쟁적 주장을 무효화하지 않는다. 단지 그러한 주장을 완전히 이념의 영역으로 격하시킬 뿐이다.'

## 대중 문화에서
- 핀란드 포크 메탈 밴드 투리사스는 앨범 The Varangian Way (2007)와 Stand Up and Fight (2011)에 스칸디나비아어 이름 (야로슬라프 대공을 위한 "In the Court of Jarisleif"의 야리슬레이프)과 지명에 대한 고대 노르드어 외명 (벨리키노브고로드를 위한 "홀름가르드", 콘스탄티노폴리스를 위한 "Miklagard Overture"의 미클라가르드)을 특징으로 하는 다양한 곡을 발표했다. 보셀만(2018)과 디조이아(2020)에 따르면, 투리사스는 스칸디나비아어 이름을 '곡의 주제의 역사적 맥락을 전달하는 방법'으로 사용하는데, 이는 '스칸디나비아 이교도들의 이야기와 그들이 바랑기아인의 길을 따라 동쪽으로 콘스탄티노폴리스까지 여행한 이야기'이다.[174][175]

## 갤러리

### 지도 모음

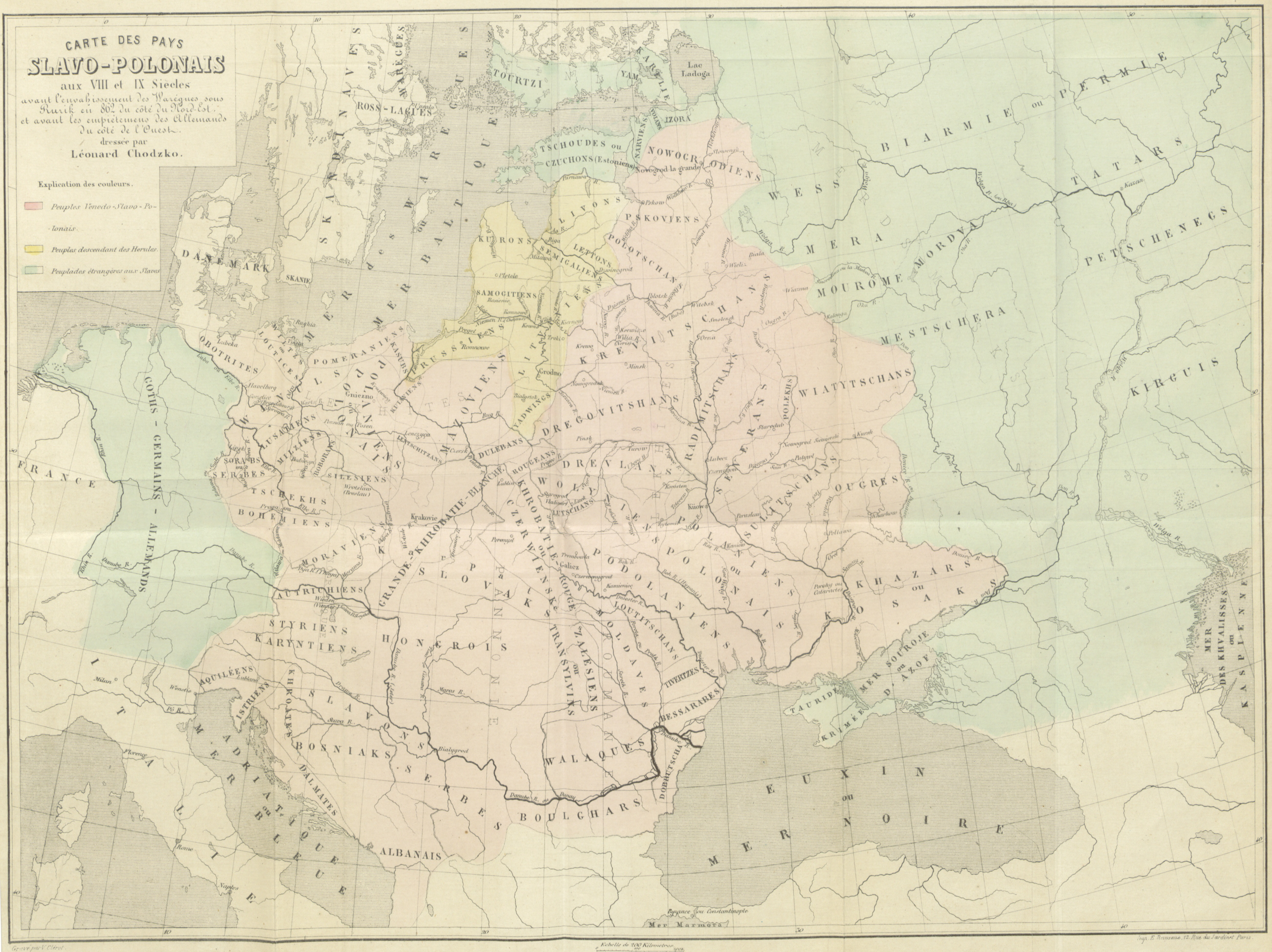
레오나르트 호츠코(1861)의 8세기-9세기 루스 지도
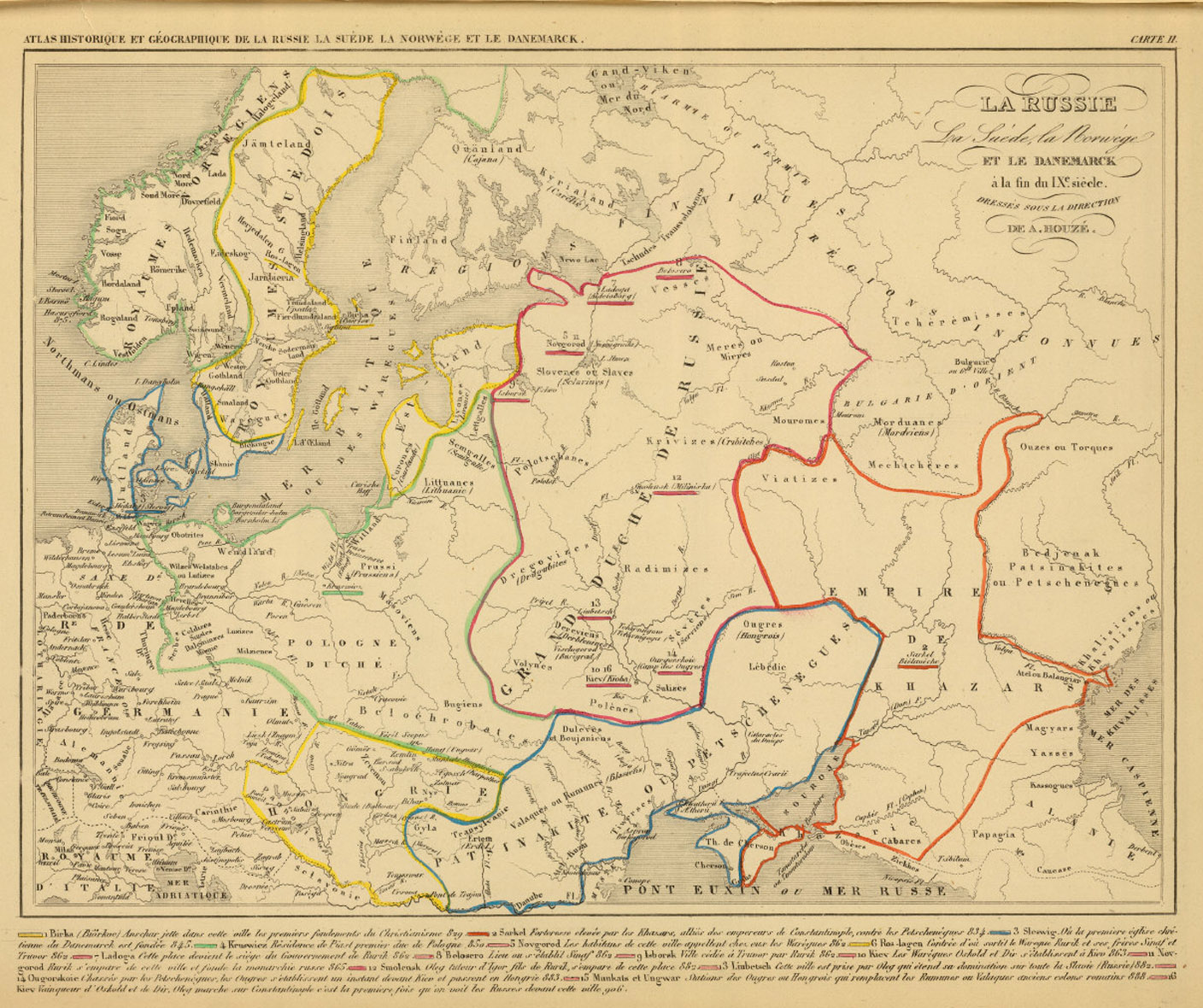
앙투안 필리프 우즈(1844)의 9세기 루스 지도
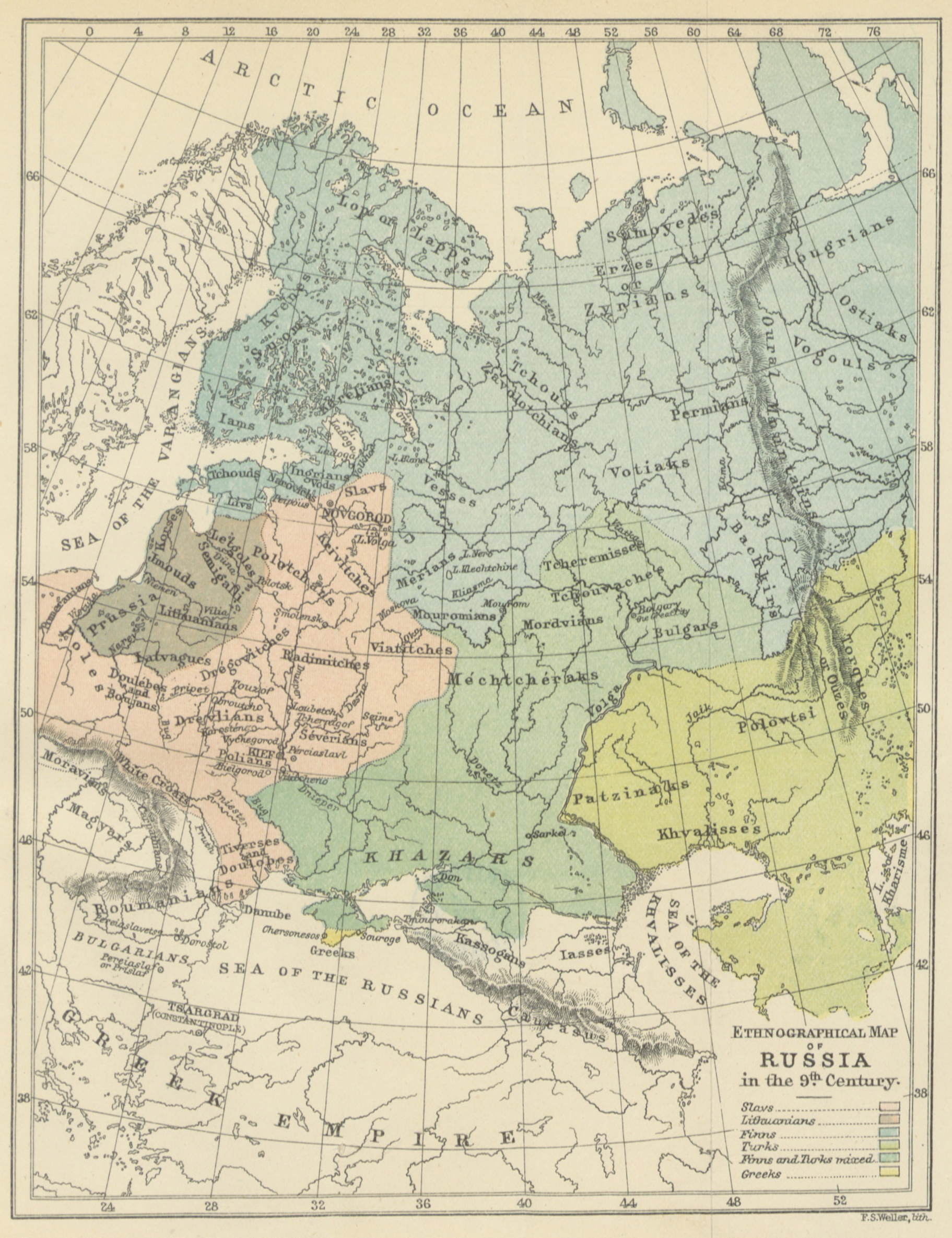
F. S. 웰러(1893)의 9세기 러시아 지도
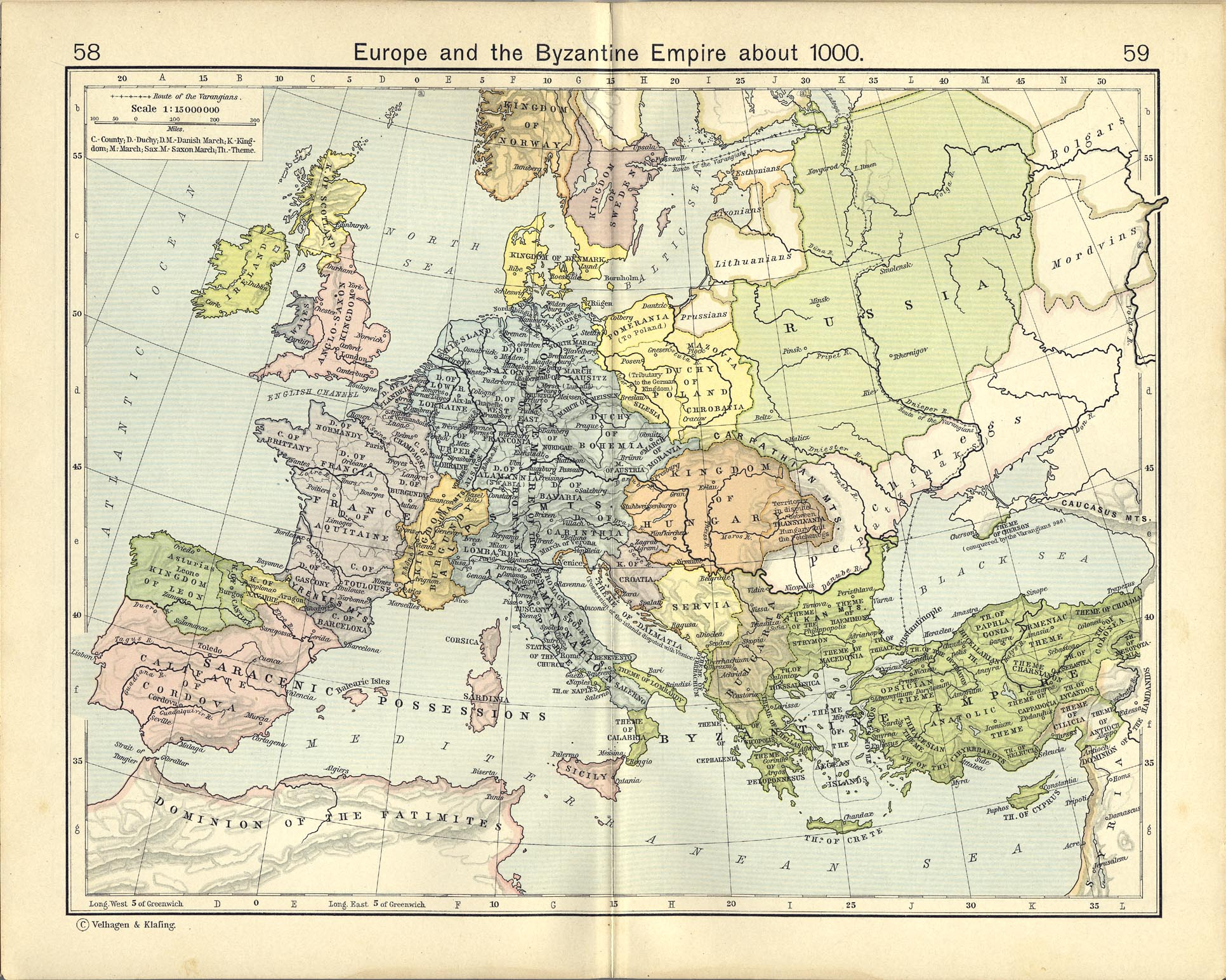
1000년 유럽의 루스 지도 (1911)
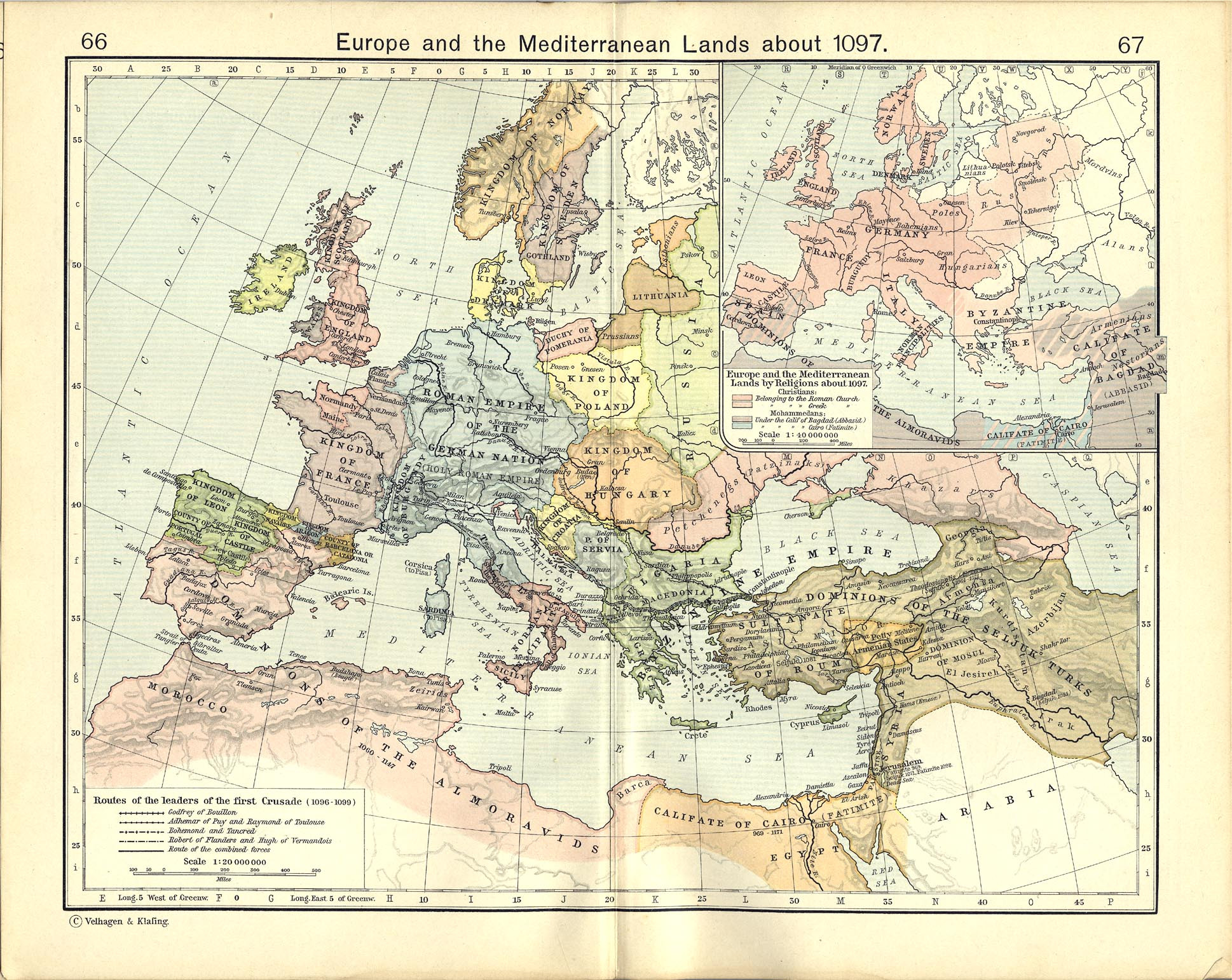
1097년 루스 지도 (1911)
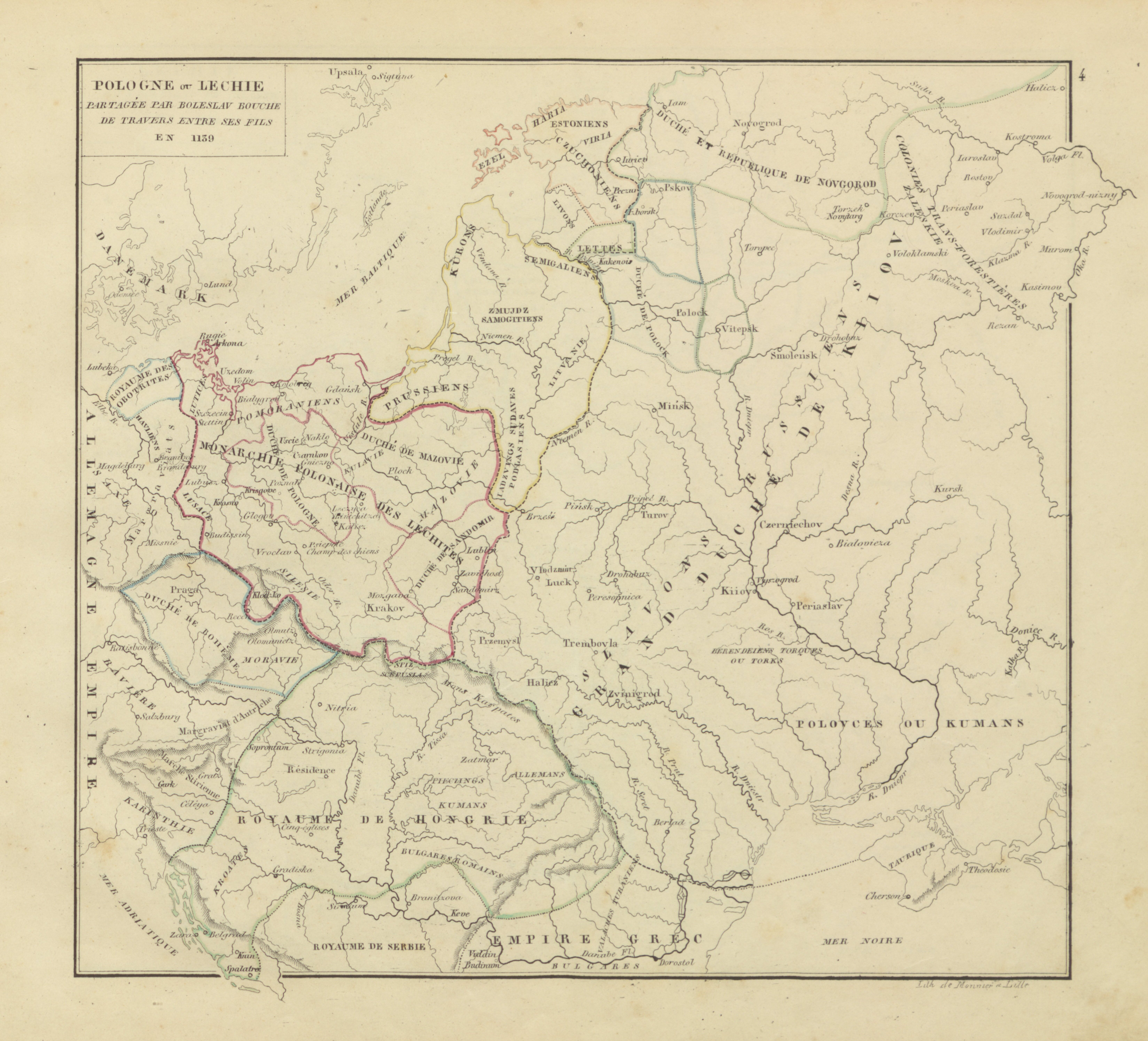
요아힘 르레벨의 1139년 지도; 북동부는 "숲 너머 식민지" (잘레시예)로 표시됨
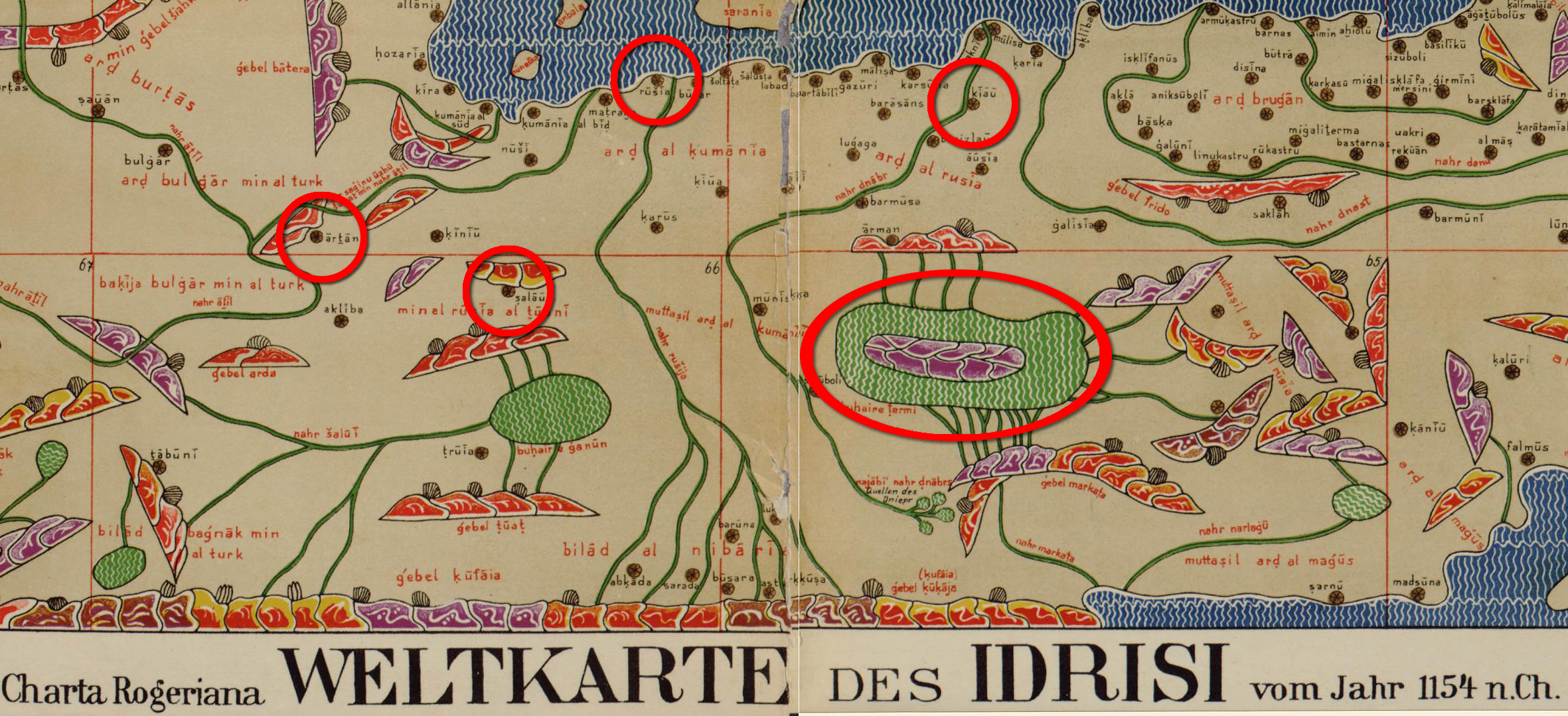
이드리시의 1154년 타불라 로게리아나 지도 조각
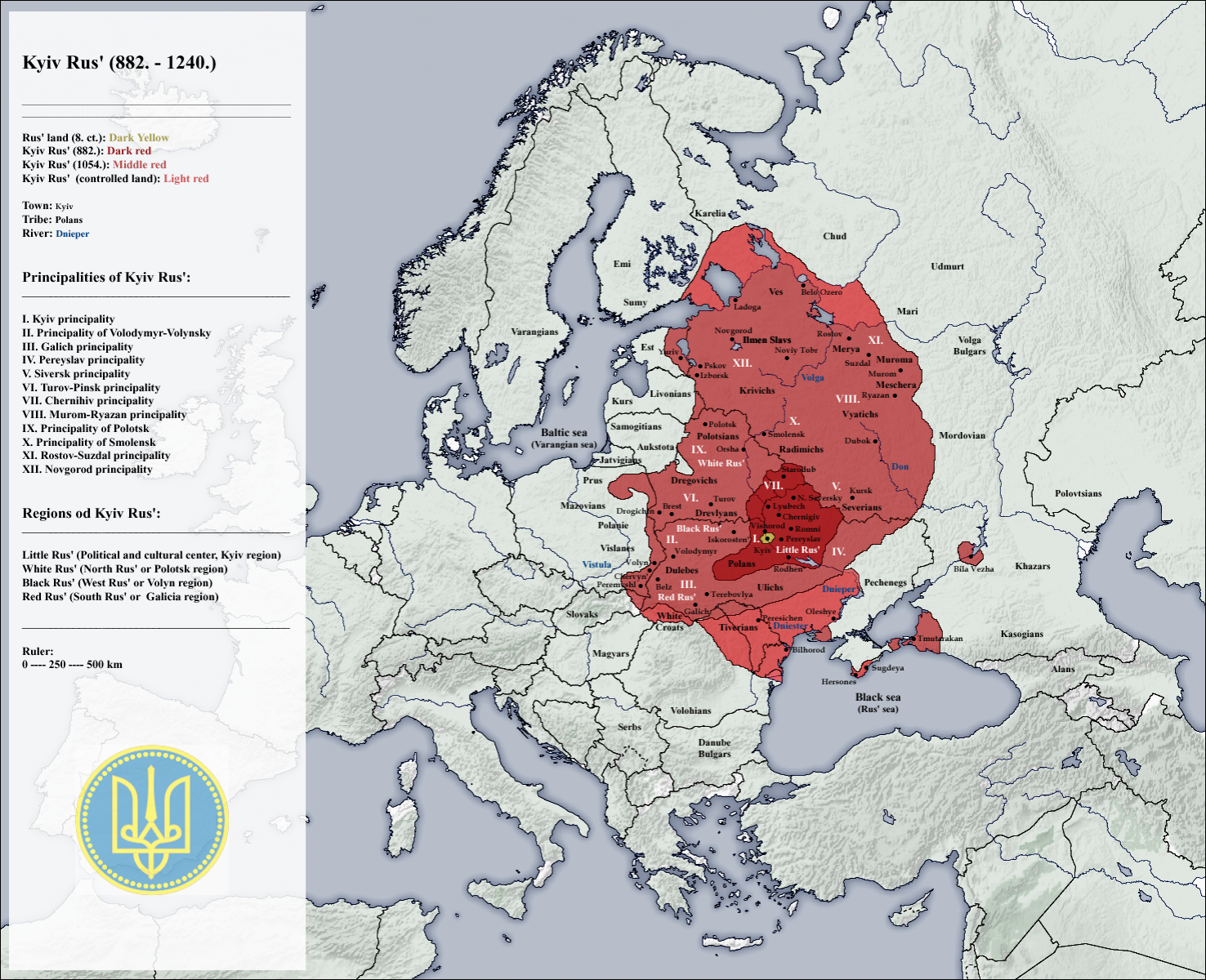
키예프 루스 공국 개요

### 예술과 건축

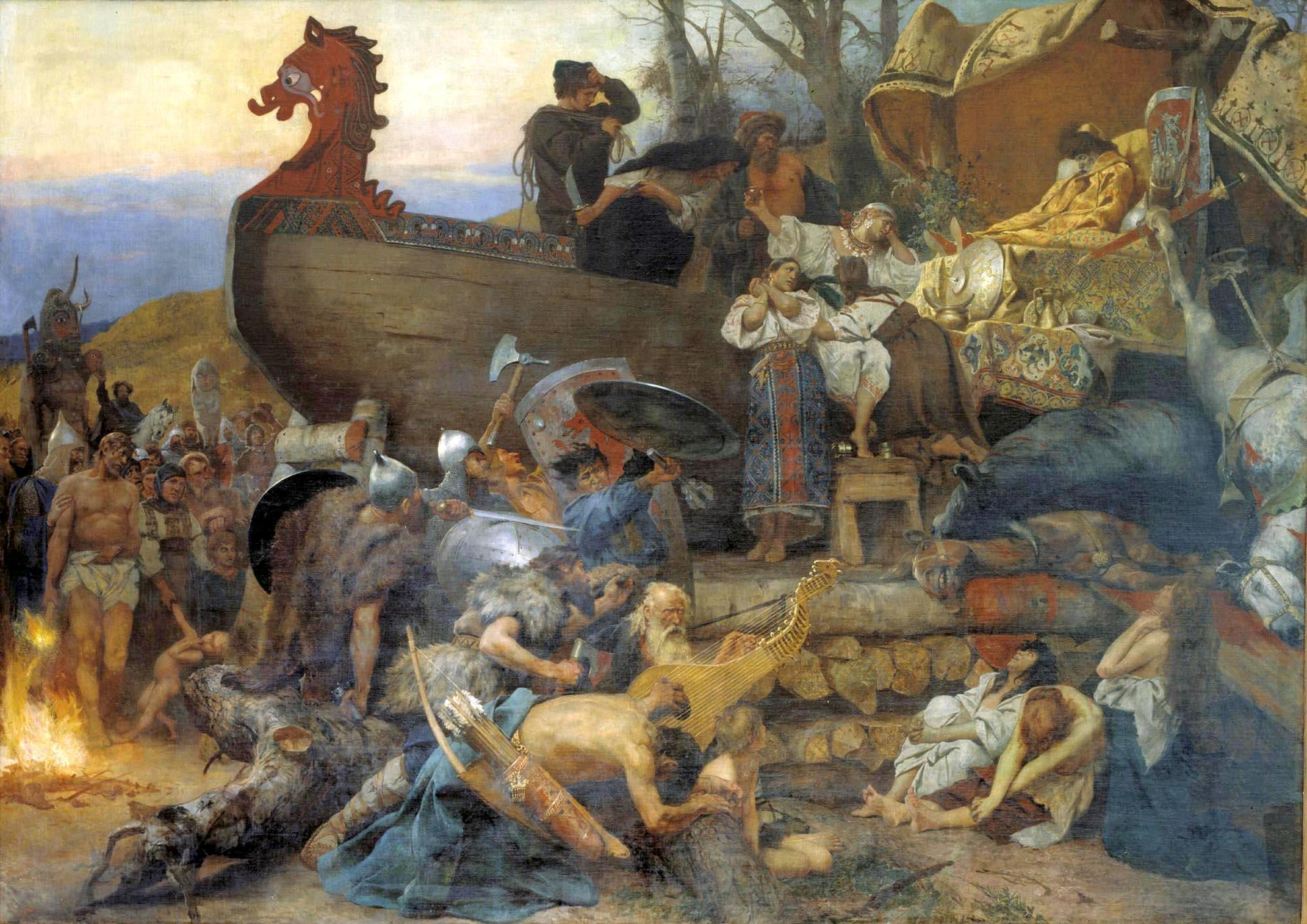
10세기 북유럽-동유럽을 방문했던 아흐마드 이븐 파들란이 묘사한 루스인 부족장의 배무덤. 헨리크 시미라즈키 (1883)
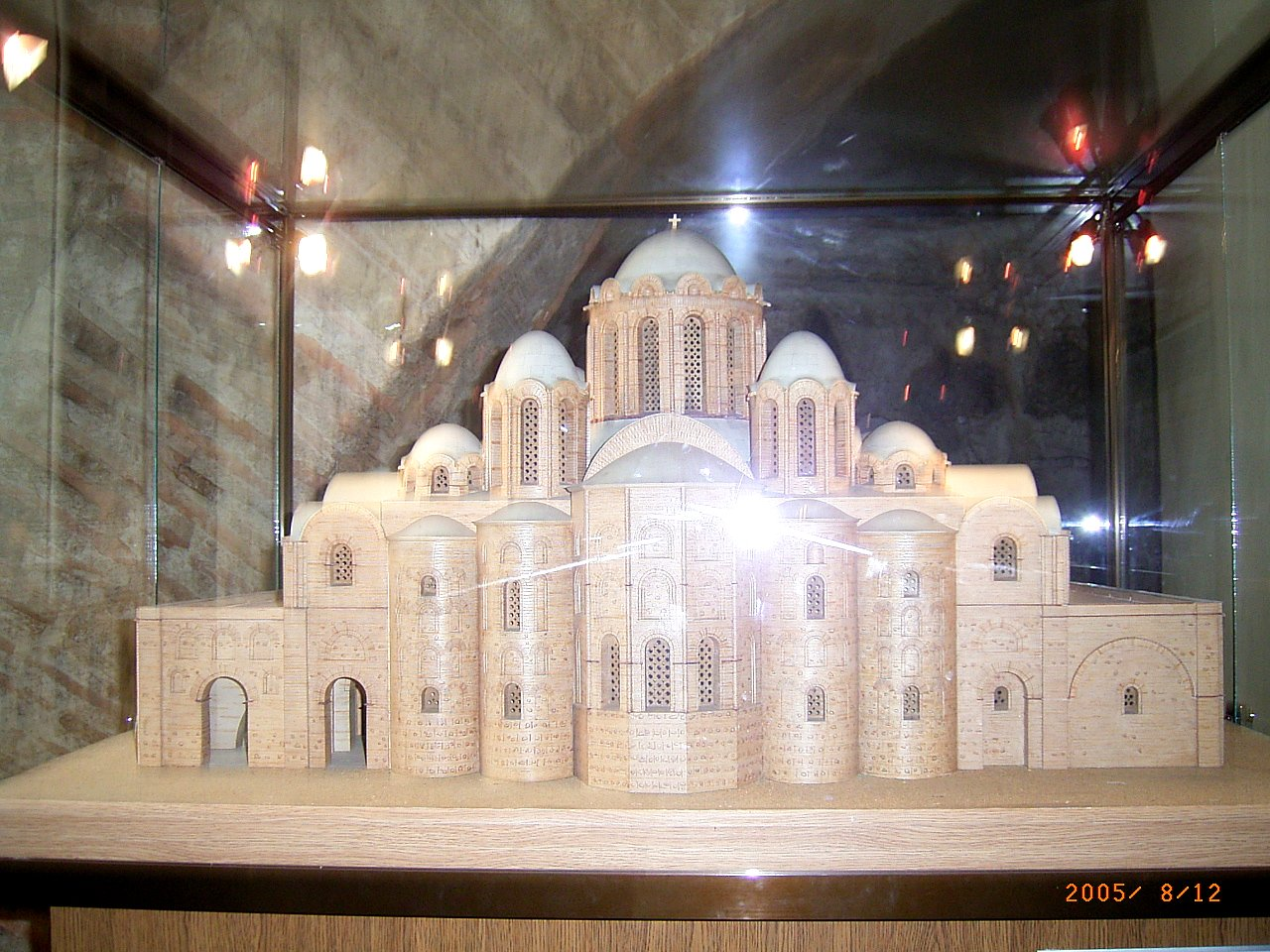
원래 성 소피아 대성당 (키이우)의 모형; 현대 2 흐리우냐 지폐에 사용됨
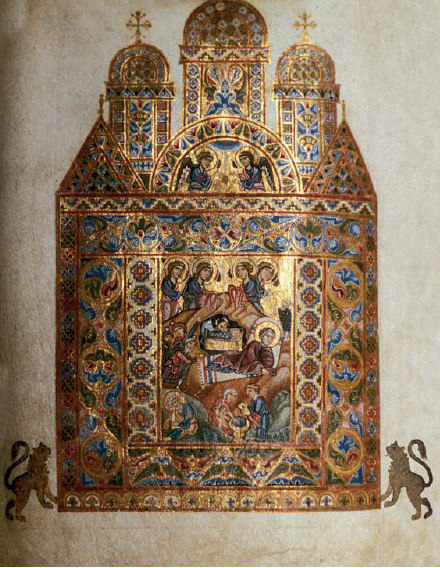
탄생, 게르트루트 시편의 키예프 (아마도 갈리치아) 삽화
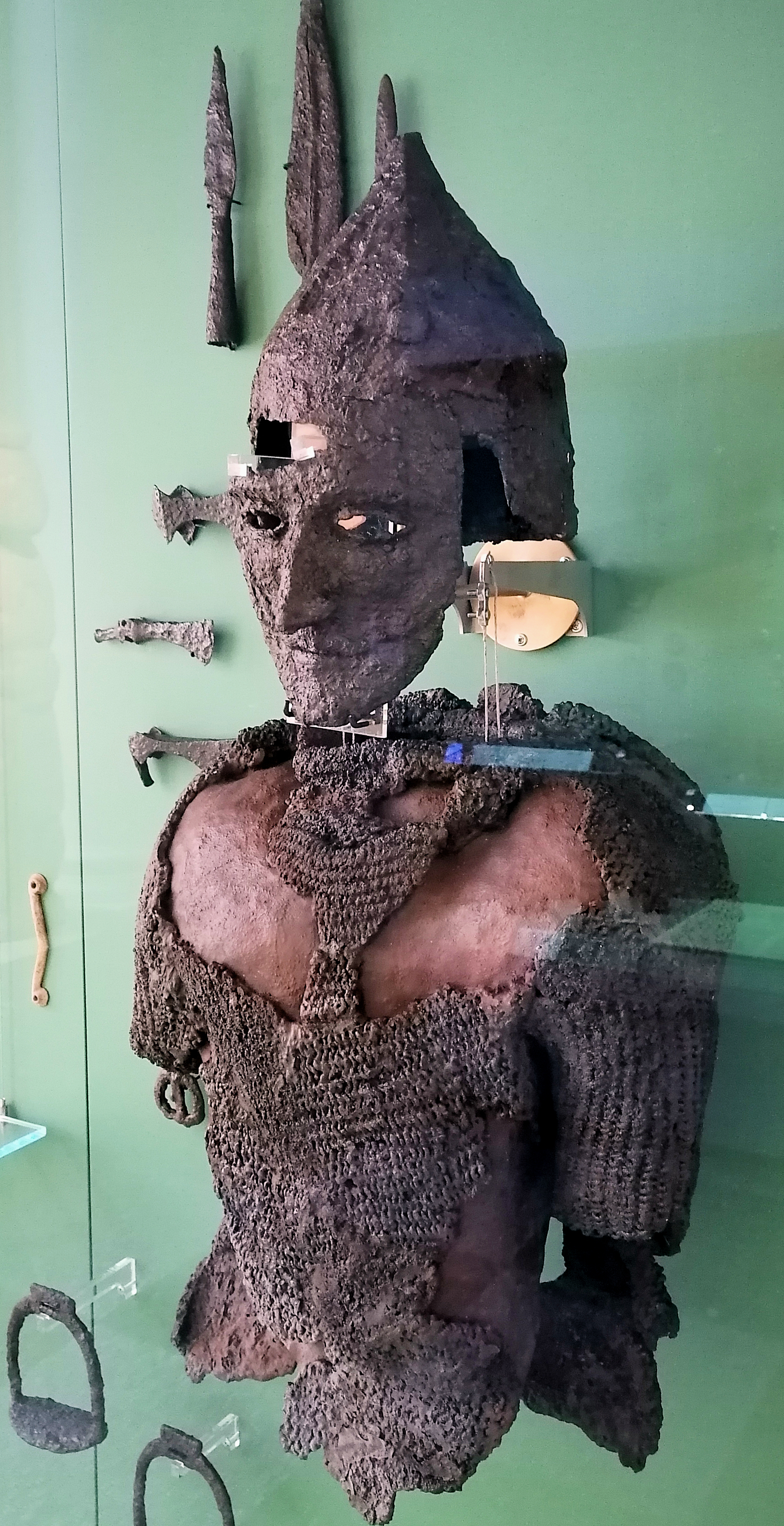
기마 병사 갑옷 및 말 장비. 철, 12~13세기, S. 리포베츠, 키예프 주, 264호 무덤, 군사 매장. 러시아 국립 에르미타주 박물관.

## 같이 보기
- 콘스탄티노스 7세의 10세기 비잔틴 자료인 데 아드미니스트란도 임페리오
- 벨라루스의 역사
- 러시아의 역사
- 우크라이나의 역사
- 루스 연대기 – 고대 동슬라브 문학 장르
- 슬라브학
- 유럽 러시아

### 설명주
1. ↑  1019년 이전까지는 크냐지를 칭호로 사용함.
2. ↑  "The Rise of Kievan Rus'"[2]
3. ↑  "In these early centuries East Slavic tribes and their neighbours coalesced into the Christian state of Kievan Rus."[3]
4. ↑  'For all the salient differences between these three post-Soviet nations, they have much in common when it comes to their culture and history, which goes back to Kievan Rus', the medieval East Slavic state based in the capital of present-day Ukraine,'[18]
5. ↑  "The controversies over the nature of the Rus and the origins of the Russian state have bedevilled Viking studies, and indeed Russian history, for well over a century. It is historically certain that the Rus were Swedes. The evidence is incontrovertible, and that a debate still lingers at some levels of historical writing is clear evidence of the holding power of received notions. The debate over this issue – futile, embittered, tendentious, and doctrinaire – served to obscure the most serious and genuine historical problem which remains: the assimilation of these Viking Rus into the Slavic people among whom they lived. The principal historical question is not whether the Rus were Scandinavians or Slavs, but, rather, how quickly these Scandinavian Rus became absorbed into Slavic life and culture."[41]
6. ↑  노르만주의 학자들은 이 순간을 키예프 루스 국가의 건립으로 받아들이는 반면, 반노르만주의자들은 동슬라브 폴랴네족이 이미 독립적으로 국가를 형성하는 과정에 있었다고 주장하기 위해 다른 연대기 기록을 지적한다.[76]
7. ↑  Abaskun, first recorded by 클라우디오스 프톨레마이오스 as Socanaa, was documented in Arab sources as "the most famous port of the Khazarian Sea". It was situated within three days' journey from 고르간. The southern part of the Caspian Sea was known as the "Sea of Abaskun".[97]
8. ↑  The Khazar khagan initially granted the Rus' safe passage in exchange for a share of the booty but attacked them on their return voyage, killing most of the raiders and seizing their haul.
9. ↑  If Olga was indeed born in 879, as the 원초 연대기 seems to imply, she would have been about 65 at the time of Sviatoslav's birth. There are clearly some problems with chronology.[122]
10. ↑  이븐 하우칼은 페체네그인들이 10세기의 카스피해 탐험 동안 항상 함께 했던 루스인의 오랜 동맹자였다고 묘사한다.[출처 필요]
11. ↑  "It is to the credit of Vladimir and his advisors they built not only churches but schools as well. This compulsory baptism was followed by compulsory education... Schools were thus founded not only in Kiev but also in provincial cities. From the "Life of St. Feodosi" we know that a school existed in Kursk around the year of 1023. By the time of Yaroslav's reign (1019–54), education had struck roots and its benefits were apparent. Around 1030, Iaroslav founded a divinity school in Novgorod for 300 children of both laymen and clergy to be instructed in "book-learning". As a general measure, he made the parish priests "teach the people"."[161]
12. ↑  "The most notable aspect of the criminal provisions was that punishments took the form of seizure of property, banishment, or, more often, payment of a fine. Even murder and other severe crimes (방화, 조직적인 말 도둑질, 강도) were settled by monetary fines. Although the death penalty had been introduced by Vladimir the Great, it too was soon replaced by fines."[163]
13. ↑  "In medieval Europe, a mark of a dynasty's prestige and power was the willingness with which other leading dynasties entered into matrimonial relations with it. Measured by this standard, Yaroslav's prestige must have been great indeed... . Little wonder that Iaroslav is often dubbed by historians as 'the father-in-law of Europe.'"[170]
14. ↑  "By means of these marital ties, Kievan Rus' became well known throughout Europe."[171]

### 참조주
1. ↑  Б.Ц.Урланис. Рост населения в Европе (PDF) (러시아어). 89쪽.
2. 1 2  Magocsi 2010, 55쪽.
3. ↑  Martin 2009b, 1쪽.
4. 1 2  Rubin, Barnett R.; Snyder, Jack L. (1998). 《Post-Soviet Political Order: Conflict and State Building》. London: Routledge. 93쪽. As the capital of Kyivan Rus .... “The Golden Age of Kyivan Rus'”. 《gis.huri.harvard.edu》 (영어). 2022년 10월 30일에 원본 문서에서 보존된 문서. 2022년 10월 30일에 확인함. “Ukraine – History, section "Kyivan (Kievan) Rus"”. 《Encyclopedia Britannica》 (영어). 2020년 3월 5일. 2015년 9월 6일에 원본 문서에서 보존된 문서. 2020년 7월 2일에 확인함.
  - Zhdan, Mykhailo (1988). “Kyivan Rus'”. 《Encyclopedia of Ukraine》. 2023년 3월 26일에 원본 문서에서 보존된 문서. 2020년 7월 2일에 확인함.
5. ↑  Katchanovski 등. 2013, 196쪽.
6. ↑  Martin 2009b, 1–5쪽.
7. ↑  Curtis, Glenn Eldon (1998). 《Russia: A Country Study》 (영어). Federal Research Division, Library of Congress. ISBN 978-0-8444-0866-8. Kievan Rus', the first East Slavic state, emerged in the ninth century A.D. and developed a complex and frequently unstable political system that flourished until the thirteenth century, when it declined abruptly.
8. 1 2 3  John Channon & Robert Hudson, Penguin Historical Atlas of Russia (Penguin, 1995), p.14–16.
9. ↑  “Rus | people | Britannica”. 《www.britannica.com》 (영어). 2022년 3월 24일에 원본 문서에서 보존된 문서. 2022년 4월 1일에 확인함.
10. 1 2  Little, Becky (2019년 12월 4일). “When Viking Kings and Queens Ruled Medieval Russia”. 《HISTORY》 (영어). 2022년 4월 6일에 원본 문서에서 보존된 문서. 2022년 4월 1일에 확인함.
11. ↑  Kievan Rus 보관됨 18 5월 2015 - 웨이백 머신, Encyclopædia Britannica Online.
12. ↑  Kyivan Rus' 보관됨 26 3월 2023 - 웨이백 머신, Encyclopedia of Ukraine, vol. 2 (1988), Canadian Institute of Ukrainian Studies.
13. ↑  See Historical map of Kievan Rus' from 980 to 1054 보관됨 11 5월 2021 - 웨이백 머신.
14. ↑  Bushkovitch 2011, 11쪽.
15. ↑  Paul Robert Magocsi, Historical Atlas of East Central Europe (1993), p.15.
16. 1 2  “Civilization in Eastern Europe Byzantium and Orthodox Europe”. occawlonline.pearsoned.com. 2000. 2010년 1월 22일에 원본 문서에서 보존된 문서.
17. ↑  Picková, Dana, O počátcích státu Rusů, in: Historický obzor 18, 2007, č.11/12, s. 253–261
18. 1 2  Plokhy 2006, 10–15쪽.
19. ↑  Duczko 2004, 60, 248쪽.
20. ↑  (러시아어) 나자렌코 A. V. Глава I 보관됨 4 3월 2016 - 웨이백 머신 // Древняя Русь на международных путях: Междисциплинарные очерки культурных, торговых, политических связей IX—XII вв. 보관됨 31 1월 2012 - 웨이백 머신 — М.: Языки русской культуры, 2001. — c. 40, 42—45, 49—50. — ISBN 5-7859-0085-8.
21. ↑  Magocsi 2010, 72–73쪽.
22. ↑  Magocsi 2010, 56–57쪽.
23. ↑  Blöndal, Sigfús (1978). 《The Varangians of Byzantium》. Cambridge University Press. 1쪽. ISBN 978-0-521-03552-1. 2023년 4월 14일에 원본 문서에서 보존된 문서. 2014년 2월 2일에 확인함.
24. 1 2  Stefan Brink, 'Who were the Vikings?', in The Viking World 보관됨 14 4월 2023 - 웨이백 머신, ed. by Stefan Brink and Neil Price (Abingdon: Routledge, 2008), pp. 4–10 (pp. 6–7).
25. ↑  "Russ, adj. and n." OED Online, Oxford University Press, June 2018, www.oed.com/view/Entry/169069. Accessed 12 January 2021.
26. ↑  Motsia, Oleksandr (2009). «Руська» термінологія в Київському та Галицько-Волинському літописних зводах ["Ruthenian" question in Kyiv and Halych-Volyn annalistic codes] (PDF). 《Arkheolohiia》. doi:10.6084/M9.FIGSHARE.1492467.V1. ISSN 0235-3490. 2014년 2월 2일에 원본 문서 (PDF)에서 보존된 문서. 2023년 1월 25일에 확인함.
27. 1 2  Magocsi 2010, 72쪽.
28. ↑  Melnikova, E. A.; Petrukhin, V. Ya.; Institute of World History of the Russian Academy of Sciences, 편집. (2014). Древняя Русь в средневековом мире: энциклопедия [Early Rus in the medieval world: encyclopedia]. Moscow: Ladomir. OCLC 1077080265.
29. ↑  Флоря, Борис Николаевич (1993). 《Исторические судьбы Руси и этническое самосознание восточных славян в XII—XV веках》 (PDF). 《Славяноведение》 (러시아어) 2. 12–15쪽. 2023년 12월 21일에 확인함.
30. ↑  Tolochko, A. P. (1999). 《Khimera "Kievskoy Rusi"》. 《Rodina》 (러시아어). 29–33쪽.
31. ↑  Колесса, Олександер Михайлович (1898). 《Столїтє обновленої українсько-руської лїтератури: (1798–1898)》. Львів: З друкарні Наукового Товариства імені Шевченка під зарядом К. Беднарського. 26쪽. В XII та XIII в., в часі, коли південна, Київська Русь породила такі перли літературні ... (In the twelfth and thirteenth centuries, at a time when southern, Kyivan Rus' gave birth to such literary pearls ...)
32. ↑  바실리 클류체프스키, A History of Russia, vol. 3, pp. 98, 104
33. ↑  Duczko 2004, 60쪽.
34. ↑  Martin 2004, 2–4쪽.
35. ↑  Carl Waldman & Catherine Mason, Encyclopedia of European Peoples (2006) 보관됨 22 3월 2023 - 웨이백 머신, p.415.
36. ↑  Freeze, Gregory L. (2009). 《Russia: A History》. New York: Oxford University Press. 3쪽. ISBN 978-0-19-956041-7.
  - Chadwick, Nora K. (2013). 《The Beginnings of Russian History: An Enquiry Into Sources》. New York: Cambridge University Press. 17쪽. ISBN 978-1-107-65256-9.
37. ↑  Martin 2004, 4쪽.
38. ↑  Mykhailyna, Liubomyr Pavlovych (2007). 《Слов'яни VIII—X ст. між Дніпром і Карпатами》 [Slavs 8th–10th centuries between the Dnieper and the Carpathians] (PDF) (우크라이나어). Kyiv: NASU Institute of Archaeology. 170, 285쪽. ISBN 978-966-024420-7.
39. ↑  Gavritukhin, I. O. (2017). 〈ЛУКА́-РАЙКОВЕ́ЦКАЯ〉. 《러시아 대백과사전》 (러시아어). 러시아 과학 아카데미.
40. ↑  Kazanski, Michel (2013). 《The Middle Dnieper area in the seventh century: An archaeological survey》. 《Travaux et Mémoires》 17. 769–864쪽. ISBN 978-2-916716-45-9.
41. 1 2  Logan 2005, 184쪽.
42. 1 2 3 4 5  Martin 2009b, 2쪽.
43. ↑  Elena Melnikova, 'The "Varangian Problem": Science in the Grip of Ideology and Politics', in Russia's Identity in International Relations: Images, Perceptions, Misperceptions, ed. by Ray Taras (Abingdon: Routledge, 2013), pp. 42–52.
44. ↑  Jonathan Shepard, "Review Article: Back in Old Rus and the USSR: Archaeology, History and Politics", English Historical Review, vol. 131 (no. 549) (2016), 384–405 doi:10.1093/ehr/cew104 (p. 387), citing Leo S. Klejn, Soviet Archaeology: Trends, Schools, and History, trans. by Rosh Ireland and Kevin Windle (Oxford: Oxford University Press, 2012), p. 119.
45. ↑  Artem Istranin and Alexander Drono, "Competing historical Narratives in Russian Textbooks", in Mutual Images: Textbook Representations of Historical Neighbours in the East of Europe, ed. by János M. Bak and Robert Maier, Eckert. Dossiers, 10 ([Braunschweig]: Georg Eckert Institute for International Textbook Research, 2017), 31–43 (pp. 35–36).
46. ↑  “Kievan Rus”. 《세계사 백과사전》. 2021년 4월 14일에 원본 문서에서 보존된 문서. 2020년 5월 24일에 확인함.
  - Nikolay Karamzin (1818). 《History of the Russian State》. Stuttgart: Steiner. 2020년 10월 27일에 원본 문서에서 보존된 문서. 2020년 8월 2일에 확인함.
  - Sergey Solovyov (1851). 《History of Russia from the Earliest Times》. Stuttgart: Steiner. 2021년 5월 11일에 원본 문서에서 보존된 문서. 2020년 8월 2일에 확인함.
47. ↑  Smith, Graham (1998년 9월 10일). 《Nation-building in the Post-Soviet Borderlands: The Politics of National Identities》 (영어). Cambridge University Press. 31쪽. ISBN 978-0-521-59968-9. The Ukrainophile claim is that, in the words of the 1991 declaration of Ukrainian independence, the Ukrainians have a 'thousand-year tradition of state-building'... As in Russophile historiography, the 'Normanist theory' that Rus' was in fact established by Viking envoys, is rejected as a German invention.
48. ↑  Magocsi 2010, 56쪽.
49. ↑  Nicholas V. Riasanovsky, A History of Russia, pp. 23–28 (Oxford Press, 1984).
50. ↑  Internet Encyclopedia of Ukraine 보관됨 7 9월 2018 - 웨이백 머신 Normanist theory
51. ↑  Riasanovsky, p. 25.
52. ↑  Riasanovsky, pp. 25–27.
53. ↑  데이비드 R. 스톤, A Military History of Russia: From Ivan the Terrible to the war in Chechnya (2006), pp. 2–3.
54. ↑  Williams, Tom (2014년 2월 28일). “Vikings in Russia”. 《blog.britishmuseum.org》. The British Museum. 2021년 1월 21일에 원본 문서에서 보존된 문서. 2021년 1월 15일에 확인함. Objects now on loan to the British Museum for the BP exhibition Vikings: life and legend indicate the extent of Scandinavian settlement from the Baltic to the Black Sea . . .
55. ↑  Franklin, Simon; Shepard, Jonathan (1996). 《The Emergence of Rus: 750–1200》. Longman History of Russia. Essex: Harlow. ISBN 0-582-49090-1.
56. ↑  Fadlan, Ibn (2005). 《(Richard Frey) Ibn Fadlan's Journey to Russia》. Princeton, NJ: Markus Wiener Publishers.
57. ↑  Rusios, quos alio nos nomine Nordmannos apellamus. (폴란드어) Henryk Paszkiewicz (2000). Wzrost potęgi Moskwy, s.13, Kraków. ISBN 83-86956-93-3
58. ↑  Gens quaedam est sub aquilonis parte constituta, quam a qualitate corporis Graeci vocant [...] Rusios, nos vero a positione loci nominamus Nordmannos. James Lea Cate. Medieval and Historiographical Essays in Honor of James Westfall Thompson. p.482. The University of Chicago Press, 1938
59. ↑  Leo the Deacon, The History of Leo the Deacon: Byzantine Military Expansion in the Tenth Century (Alice-Mary Talbot & Denis Sullivan, eds., 2005), pp. 193–94 보관됨 22 3월 2023 - 웨이백 머신.
60. ↑  Magocsi 2010, 59쪽.
61. 1 2  Cross & Sherbowitz-Wetzor 1930, 6쪽.
62. 1 2  Cross & Sherbowitz-Wetzor 1953, 7쪽.
63. 1 2  Konstam, Angus (2005). 《Historical Atlas of the Viking World》. London: Mercury Books London. 165쪽. ISBN 1904668127. This unlikely invitation was clearly a vehicle to explain the annexation of these territories by the Vikings, and to lend authority to a later generation of Rus rulers.
64. ↑  Magocsi 2010, 55, 59–60쪽.
65. ↑  Thomas McCray, Russia and the Former Soviet Republics (2006), p. 26
66. 1 2  Martin 2009a, 37쪽.
67. ↑  Cross & Sherbowitz-Wetzor 1953, 8쪽.
68. 1 2  Ostrogorsky 1969, 228쪽.
69. 1 2 3  Majeska 2009, 51쪽.
70. ↑  Logan 2005, 172–73쪽.
71. ↑  The Life of St. George of Amastris describes the Rus' as a barbaric people "who are brutal and crude and bear no remnant of love for humankind". David Jenkins, The Life of St. George of Amastris 보관됨 5 8월 2019 - 웨이백 머신 (University of Notre Dame Press, 2001), p.18.
72. 1 2 3 4 5 6  Majeska 2009, 52쪽.
73. 1 2  Dimitri Obolensky, Byzantium and the Slavs (1994), p.245 보관됨 22 3월 2023 - 웨이백 머신.
74. ↑  Martin 2009b, 3쪽.
75. ↑  Cross & Sherbowitz-Wetzor 1953, 7–8쪽.
76. ↑  Martin 2009a, 37–40쪽.
77. ↑  Vernadsky 1973, 23쪽.
78. 1 2  Walter Moss, A History of Russia: To 1917 (2005), p. 37 보관됨 22 3월 2023 - 웨이백 머신.
79. ↑  Magocsi 2010, 96쪽.
80. 1 2  Martin 2009a, 47쪽.
81. 1 2  Martin 2009a, 40, 47쪽.
82. ↑  Perrie, Maureen; Lieven, D. C. B.; Suny, Ronald Grigor (2006). 《The Cambridge History of Russia: Volume 1, From Early Rus' to 1689》 (영어). Cambridge University Press. ISBN 978-0-521-81227-6. 2023년 3월 22일에 원본 문서에서 보존된 문서. 2022년 7월 28일에 확인함.
83. ↑  Magocsi 2010, 62, 66쪽.
84. ↑  Martin 2004, 16–19쪽.
85. ↑  Victor Spinei, The Romanians and the Turkic Nomads North of the Danube Delta from the Tenth to the Mid-Thirteenth Century (2009), pp. 47–49 보관됨 22 3월 2023 - 웨이백 머신
86. ↑  Peter B. Golden, Central Asia in World History (2011), p. 63 보관됨 22 3월 2023 - 웨이백 머신.
87. ↑  Magocsi 2010, 62–63쪽.
88. ↑  Vernadsky 1973, 20쪽.
89. ↑  Magocsi 2010, 62쪽.
90. ↑  Angeliki Papageorgiou, "Theme of Cherson (Klimata)" 보관됨 29 11월 2014 - 웨이백 머신, Encyclopaedia of the Hellenic World (Foundation of the Hellenic World, 2008).
91. ↑  Kevin Alan Brook, The Jews of Khazaria (2006), pp. 31–32 보관됨 22 3월 2023 - 웨이백 머신.
92. ↑  Martin 2004, 15–16쪽.
93. ↑  Vernadsky 1973, 62쪽.
94. 1 2  John V. A. Fine, The Early Medieval Balkans: A Critical Survey from the Sixth to the Late Twelfth Century (1991), pp. 138–139 보관됨 22 3월 2023 - 웨이백 머신.
95. 1 2  Spanei (2009), pp. 66, 70.
96. ↑  Vernadsky 1973, 28쪽.
97. ↑  B. N. Zakhoder (1898–1960). The Caspian Compilation of Records about Eastern Europe (online version 보관됨 1 5월 2021 - 웨이백 머신) (in Russian).
98. ↑  Vernadsky 1973, 32–33쪽.
99. ↑  Gunilla Larsson. Ship and society: maritime ideology in Late Iron Age Sweden 보관됨 23 4월 2023 - 웨이백 머신 Uppsala Universitet, Department of Archaeology and Ancient History, 2007. ISBN 91-506-1915-2. p. 208.
100. ↑  Cahiers du monde russe et soviétique, Volume 35, Number 4 보관됨 22 3월 2023 - 웨이백 머신. Mouton, 1994. (originally from the University of California, digitalised on 9 March 2010)
101. ↑  Moss (2005), p. 29 보관됨 22 3월 2023 - 웨이백 머신.
102. ↑  Magocsi 2010, 66쪽.
103. 1 2  Martin 2004, 17쪽.
104. 1 2  Magocsi 2010, 67쪽.
105. ↑  Cross & Sherbowitz-Wetzor 1930, 71쪽.
106. ↑  Moss (2005), pp.29–30 보관됨 22 3월 2023 - 웨이백 머신.
107. ↑  Saints Cyril and Methodius,  보관됨 5 5월 2015 - 웨이백 머신 Encyclopædia Britannica.
108. ↑  Cross & Sherbowitz-Wetzor 1930, 62–63쪽.
109. ↑  Obolensky (1994), pp..244–246 보관됨 22 3월 2023 - 웨이백 머신.
110. ↑  Magocsi 2010, 66–67쪽.
111. ↑  Vernadsky 1973, 28–31쪽.
112. 1 2  Vernadsky 1973, 22쪽.
113. ↑  John Lind, Varangians in Europe's Eastern and Northern Periphery, Ennen & nyt (2004:4).
114. ↑  Logan 2005, 192쪽.
115. ↑  Vernadsky 1973, 22–23쪽.
116. ↑  Cross & Sherbowitz-Wetzor 1930, 69쪽.
117. 1 2 3  Ostrogorsky 1969, 277쪽.
118. 1 2  Logan 2005, 193쪽.
119. ↑  Cross & Sherbowitz-Wetzor 1930, 72쪽.
120. ↑  Cross & Sherbowitz-Wetzor 1930, 73–78쪽.
121. ↑  Spinei, p.93.
122. ↑  Ostrowski 2018, 41–42쪽.
123. 1 2  Martin 2007, 1–2쪽.
124. 1 2 3  Katchanovski 등. 2013, 74쪽.
125. ↑  Katchanovski 등. 2013, 74–75쪽.
126. 1 2  Martin 2004, 6–7쪽.
127. 1 2 3  Katchanovski 등. 2013, 75쪽.
128. 1 2 3  Franklin, Simon (1992). 《Greek in Kievan Rus'》. 《Dumbarton Oaks Papers》 46. 69–81쪽. doi:10.2307/1291640. JSTOR 1291640.
129. ↑  Colucci, Michele (1989). 《The Image of Western Christianity in the Culture of Kievan Rus'》. 《Harvard Ukrainian Studies》. 12/13. 576–586쪽.
130. ↑  “Yaroslav I (prince of Kiev) – Encyclopædia Britannica”. Britannica.com. 2014년 5월 22일. 2014년 10월 17일에 원본 문서에서 보존된 문서. 2014년 8월 7일에 확인함.
131. 1 2 3  Magocsi 2010, 82쪽.
132. ↑  Kollmann 1990, 377–387쪽.
133. 1 2  Katchanovski 등. 2013, 1쪽.
134. ↑  Thompson, John M. (John Means) (2017년 7월 25일). 《Russia : a historical introduction from Kievan Rus' to the present》. Ward, Christopher J., 1972– Eigh판. New York, NY. 20쪽. ISBN 978-0-8133-4985-5. OCLC 987591571.
135. ↑  Franklin, Simon; Shepard, Jonathan (1996), 《The Emergence of Russia 750–1200》, Routledge, 323–4쪽, ISBN 978-1-317-87224-5, 2023년 4월 23일에 원본 문서에서 보존된 문서, 2020년 11월 14일에 확인함
136. ↑  Pelenski, Jaroslaw (1987). 《The Sack of Kiev of 1169: Its Significance for the Succession to Kievan Rus'》. 《Harvard Ukrainian Studies》 11. 303–316쪽.
137. ↑  Kollmann, Nancy Shields (1990). 《Collateral Succession in Kievan Rus'》. 《Harvard Ukrainian Studies》 14. 377–387쪽.
138. 1 2  Magocsi 2010, 85쪽.
139. ↑  Magocsi 2010, 124쪽.
140. 1 2  Magocsi 2010, 126쪽.
141. ↑  Halperin, Charles J. (1985). 《Russia and the Golden Horde : the Mongol Impact on Medieval Russian History》 (영어). Bloomington: Indiana University Press. 75–77쪽. ISBN 978-0-253-35033-6.
142. ↑  “Русина О.В. ВЕЛИКЕ КНЯЗІВСТВО ЛИТОВСЬКЕ // Енциклопедія історії України: Т. 1: А-В / Редкол.: В. А. Смолій (голова) та ін. НАН України. Інститут історії України. – К.: В-во "Наукова думка", 2003. – 688 с.: іл.”. 2016년 4월 21일에 원본 문서에서 보존된 문서. 2019년 12월 21일에 확인함.
143. ↑  Martin 2009b, 1–2쪽.
144. ↑  Martin 2009b, 2, 5쪽.
145. ↑  Franklin, Simon, and Jonathan Shepard (1996). The Emergence of Rus 750–1200. Harlow, Essex: Longman Group, Ltd., pp. 27–28, 127.
146. ↑  William H. McNeill (1979년 1월 1일).  Jean Cuisenier, 편집. 《Europe as a Cultural Area》. World Anthropology. Walter de Gruyter. 32–33쪽. ISBN 978-3-11-080070-8. 2016년 2월 8일에 확인함. For a while, it looked as if the Scandinavian thrust toward monarchy and centralization might succeed in building two impressive and imperial structures: a Danish empire of the northern seas, and a Varangian empire of the Russian rivers, headquartered at Kiev.... In the east, new hordes of steppe nomads, fresh from central Asia, intruded upon the river-based empire of the Varangians by taking over its southern portion.
147. ↑  Simon, Frank (1996). 《The Emergence of Rus, 750–1200》. Longman. 281쪽. ISBN 978-0-582-49091-8.
148. ↑  Martin 2004, 12–13쪽.
149. ↑  История Европы с древнейших времен до наших дней. Т. 2. М.: Наука, 1988. ISBN 978-5-02-009036-1. С. 201.
150. ↑  Martin 2009b, 6쪽.
151. 1 2 3 4  Zhukovsky, Arkadii (1993). “Volost”. 《Internet Encyclopedia of Ukraine》. 2022년 12월 5일에 원본 문서에서 보존된 문서. 2023년 1월 24일에 확인함.
152. ↑  “Verv”. 《Internet Encyclopedia of Ukraine》. 2023년 1월 1일에 원본 문서에서 보존된 문서. 2023년 1월 24일에 확인함.
153. ↑  Katchanovski 등. 2013, 11쪽.
154. ↑  Lowe, Steven; Ryaboy, Dmitriy V. 《The Pechenegs, History and Warfare》.
155. ↑  Боняк [Boniak]. 《소비에트 대백과사전》 (러시아어). 1969–1978. 2013년 7월 6일에 원본 문서에서 보존된 문서. 2014년 1월 10일에 확인함.
156. ↑  Franklin, Simon, and Jonathan Shepard (1996). The Emergence of Rus 750–1200. Harlow, Essex: Longman Group, Ltd. pp. 112–119
157. 1 2  Martin 2007, 155쪽.
158. ↑  “Medieval Sourcebook: Tables on Population in Medieval Europe”. Fordham University. 2010년 1월 10일에 원본 문서에서 보존된 문서. 2021년 7월 30일에 확인함.
159. ↑  Sherman, Charles Phineas (1917). 〈Russia〉. 《Roman Law in the Modern World》. Boston: The Boston Book Company. 191쪽. 2023년 4월 23일에 원본 문서에서 보존된 문서. 2020년 11월 14일에 확인함. The adoption of Christianity by Vladimir... was followed by commerce with the 동로마 제국. In its wake came Byzantine art and culture. And in the course of the next century, what is now Southeastern Russia became more advanced in civilization than any western European State of the period, for Russia came in for a share of Byzantine culture, then vastly superior to the rudeness of Western nations.
160. ↑  Tikhomirov, Mikhail Nikolaevich (1956). 〈Literacy among the citi dwellers〉. 《Drevnerusskie goroda (Cities of Ancient Rus)》 (러시아어). Moscow. 261쪽. 2010년 4월 25일에 원본 문서에서 보존된 문서. 2006년 3월 18일에 확인함.
161. ↑  Vernadsky 1973, 277쪽.
162. ↑  Miklashevsky, N.;  외. (2000). 〈Istoriya vodoprovoda v Rossii〉.  ИСТОРИЯ ВОДОПРОВОДА В РОССИИ [History of water-supply in Russia] (러시아어). Saint Petersburg, Russia: ?. 240쪽. ISBN 978-5-8206-0114-9. 2006년 3월 10일에 원본 문서에서 보존된 문서. 2006년 3월 18일에 확인함.
163. ↑  Magocsi 2010, 95쪽.
164. ↑  Tikhomirov, Mikhail Nikolaevich (1953). Пособие для изучения Русской Правды (러시아어) 2판. Moscow: Издание Московского университета. 190쪽. 2006년 6월 14일에 원본 문서에서 보존된 문서. 2006년 3월 18일에 확인함.
165. ↑  Martin 2004, 72쪽.
166. ↑  Vernadsky 1973, 154쪽.
167. 1 2  Martin 2004, 61쪽.
168. ↑  J. Phillips, The Fourth Crusade and the Sack of Constantinople page 144
169. ↑  Tikhomirov, Mikhail Nikolaevich (1956). 〈The origin of Russian cities〉. 《Drevnerusskie goroda (Cities of Ancient Rus)》 (러시아어). Moscow. 36, 39, 43쪽. 2010년 4월 25일에 원본 문서에서 보존된 문서. 2006년 3월 18일에 확인함.
170. ↑  Subtelny, Orest (1988). 《Ukraine: A History》. Toronto: University of Toronto Press. 35쪽. ISBN 0-8020-5808-6.)
171. ↑  Magocsi 2010, 81쪽.
172. ↑  Halperin 2010, 2쪽.
173. ↑  Halperin 2010, 3쪽.
174. ↑  DiGioia, Amanda (2020). 《Multilingual Metal Music: Sociocultural, Linguistic and Literary Perspectives on Heavy Metal Lyrics》. Bingley: Emerald Group Publishing. 85쪽. ISBN 9781839099489. 2023년 1월 27일에 원본 문서에서 보존된 문서. 2023년 1월 27일에 확인함.
175. ↑  Velasco Laguna, Manuel (2012). 《Breve historia de los vikingos (versión extendida)》 (스페인어). Madrid: Nowtilus. 168쪽. ISBN 9788499673479. 2023년 1월 27일에 원본 문서에서 보존된 문서. 2023년 1월 27일에 확인함.

## 참고 문헌

### 1차 자료
- Cross, Samuel Hazzard; Sherbowitz-Wetzor, Olgerd P. (1930). 《The Russian Primary Chronicle, Laurentian Text. Translated and edited by Samuel Hazzard Cross and Olgerd P. Sherbowitz-Wetzor (1930)》 (PDF). Cambridge, Massachusetts: The Mediaeval Academy of America. 325쪽. 2023년 1월 26일에 확인함.
  - Cross, Samuel Hazzard; Sherbowitz-Wetzor, Olgerd P. (2013) [1953]. 《SLA 218. Ukrainian Literature and Culture. Excerpts from The Rus' Primary Chronicle (Povest vremennykh let, PVL)》 (PDF). Toronto: Electronic Library of Ukrainian Literature, University of Toronto. 16쪽. 2014년 5월 30일에 원본 문서 (PDF)에서 보존된 문서. 2023년 1월 26일에 확인함.

### 2차 자료
- Bushkovitch, Paul (2011). 《A Concise History of Russia》. New York: Cambridge University Press. 491쪽. ISBN 9781139504447. 2023년 4월 23일에 원본 문서에서 보존된 문서. 2023년 1월 26일에 확인함.
- Duczko, Wladyslaw (2004년 6월 1일). 《Viking Rus: Studies on the Presence of Scandinavians in Eastern Europe》 (영어). BRILL. ISBN 978-90-474-0543-6.
- Gleason, Abbott (2009). 《A Companion to Russian History》. Chichester: John Wiley & Sons. 566쪽. ISBN 9781444308426. 2023년 1월 26일에 확인함.
  - Martin, Janet (2009a). 〈Chapter Three: The First East Slavic State〉. 《A Companion to Russian History》. Chichester: John Wiley & Sons. 34–50쪽. ISBN 9781444308426. 2023년 1월 26일에 확인함.
  - Majeska, George (2009). 〈Chapter Four: Rus' and the Byzantine Empire〉. 《A Companion to Russian History》. Chichester: John Wiley & Sons. 51–65쪽. ISBN 9781444308426. 2023년 1월 26일에 확인함.
- Katchanovski, Ivan; Kohut, Zenon E.; Nesebio, Bohdan Y.; Yurkevich, Myroslav (2013). 《Historical Dictionary of Ukraine》. 래넘 (메릴랜드주); 토론토; 플리머스: Scarecrow Press. 992쪽. ISBN 9780810878471. 2023년 4월 23일에 원본 문서에서 보존된 문서. 2023년 1월 22일에 확인함.
- Logan, F. Donald (2005). 《The Vikings in History》. New York: Routledge (Taylor & Francis). 205쪽. ISBN 9780415327565. 2023년 4월 23일에 원본 문서에서 보존된 문서. 2023년 1월 26일에 확인함. (third edition)
- Magocsi, Paul R. (2010). 《A History of Ukraine: The Land and Its Peoples》. Toronto: University of Toronto Press. 896쪽. ISBN 978-1-4426-1021-7. 2023년 4월 23일에 원본 문서에서 보존된 문서. 2023년 1월 26일에 확인함.
- Martin, Janet (1993). 《Medieval Russia: 980–1584》. Cambridge: Cambridge University Press. ISBN 0521368324. (original). Later editions cited in this article:
  - Martin, Janet (1995). 《Medieval Russia: 980–1584》. New York: Cambridge University Press. ISBN 0521362768. (first published)
  - Martin, Janet (2004). 《Medieval Russia: 980–1584》. Cambridge: Cambridge University Press. ISBN 9780521368322. 2023년 4월 23일에 원본 문서에서 보존된 문서. 2015년 10월 11일에 확인함. (digital printing 2004)
  - Martin, Janet (2007). 《Medieval Russia: 980–1584. Second Edition. E-book》. Cambridge: Cambridge University Press. ISBN 978-0-511-36800-4.
- Martin, Janet (2009b). 〈From Kiev to Muscovy: The Beginnings to 1450〉.   Freeze, Gregory. 《Russia: A History》. Oxford: Oxford University Press. 1–30쪽. ISBN 978-0-19-150121-0. 2023년 1월 27일에 원본 문서에서 보존된 문서. 2023년 1월 27일에 확인함. (third edition)
- Ostrogorsky, George (1969). 《History of the Byzantine State》. New Brunswick, New Jersey: Rutgers University Press. 760쪽. 2023년 1월 26일에 확인함.
- Plokhy, Serhii (2006). 《The Origins of the Slavic Nations: Premodern Identities in Russia, Ukraine, and Belarus》 (PDF). New York: Cambridge University Press. 10–15쪽. ISBN 978-0-521-86403-9. 2011년 6월 6일에 원본 문서 (PDF)에서 보존된 문서. 2010년 4월 27일에 확인함.
  - Halperin, Charles J. (2010). 《Review Article. "National Identity in Premodern Rus'"》. 《Russian History (Brill journal)》 37 (Brill Publishers). 275–294쪽. doi:10.1163/187633110X510446. 2023년 3월 26일에 원본 문서에서 보존된 문서. 2023년 2월 2일에 확인함.
- Ostrowski, Donald (2018). 《Was There a Riurikid Dynasty in Early Rus'?》. 《Canadian-American Slavic Studies》 52. 30–49쪽. doi:10.1163/22102396-05201009.
- Vernadsky, George (1973). 〈Russian Civilization in the Kievan Period: Education〉. 《Kievan Russia》. Yale University Press. 412쪽. ISBN 0-300-01647-6.
- 이 문서는 다음을 포함합니다: 퍼블릭 도메인 자료 출처: Library of Congress 문서: 《Country Studies》. Federal Research Division. – Russia 보관됨 11 7월 2012 - archive.today

## 더 읽어보기
- 크리스천, 데이비드. 러시아, 몽골, 중앙아시아의 역사. Blackwell, 1999.
- 프랭클린, 시몬과 셰퍼드, 조나단, 루스의 출현, 750–1200. (롱맨 러시아 역사, 총 편집자 해럴드 슈크만.) 롱맨, 런던, 1996. ISBN 0-582-49091-X
- 페넬, 존, 중세 러시아의 위기, 1200–1304. (롱맨 러시아 역사, 총 편집자 해럴드 슈크만.) 롱맨, 런던, 1983. ISBN 0-582-48150-3
- 존스, 귄. 바이킹의 역사. 2판. 런던: 옥스포드 대학 출판부, 1984.
- Obolensky, Dimitri (1974) [1971]. 《The Byzantine Commonwealth: Eastern Europe, 500–1453》. London: Cardinal. ISBN 978-0-351-17644-9.
- 오멜랸 프리차크. 루스의 기원. 캠브리지 매사추세츠: 하버드 대학교 출판부, 1991.
- 스탕, 호콘. 러시아의 명칭. 통보, 77호. 오슬로: 오슬로 대학 슬라브-발트어 부서, 1996.
- 알렉산더 F. 츠비르쿤 e-러닝 과정. 우크라이나의 역사. 저널 오디토리움, 키예프, 2010.
- 벨리첸코, 스티븐, 국가 역사로서의 문화 과정: 폴란드, 러시아, 우크라이나 역사 저술에서 가장 초기 시대부터 1914년까지 우크라이나 과거 해석에 대한 조사. 에드먼턴, 1992.
- 벨리첸코, 스티븐, "과거의 국유화와 탈국유화. 비교 맥락에서 본 우크라이나와 러시아", Ab Imperio 1 (2007).
- 벨리첸코, 스티븐 "새로운 와인 오래된 병. 우크라이나 역사 모스크바-러시아 제국 신화와 케임브리지 러시아사," Stephen Velychenko. New Wine Old Bottle. Ukrainian History, Muscovite /Russian Imperial Myths and the Cambridge History of Russia